# Haus zur Goldenen Waage (Frankfurt am Main)

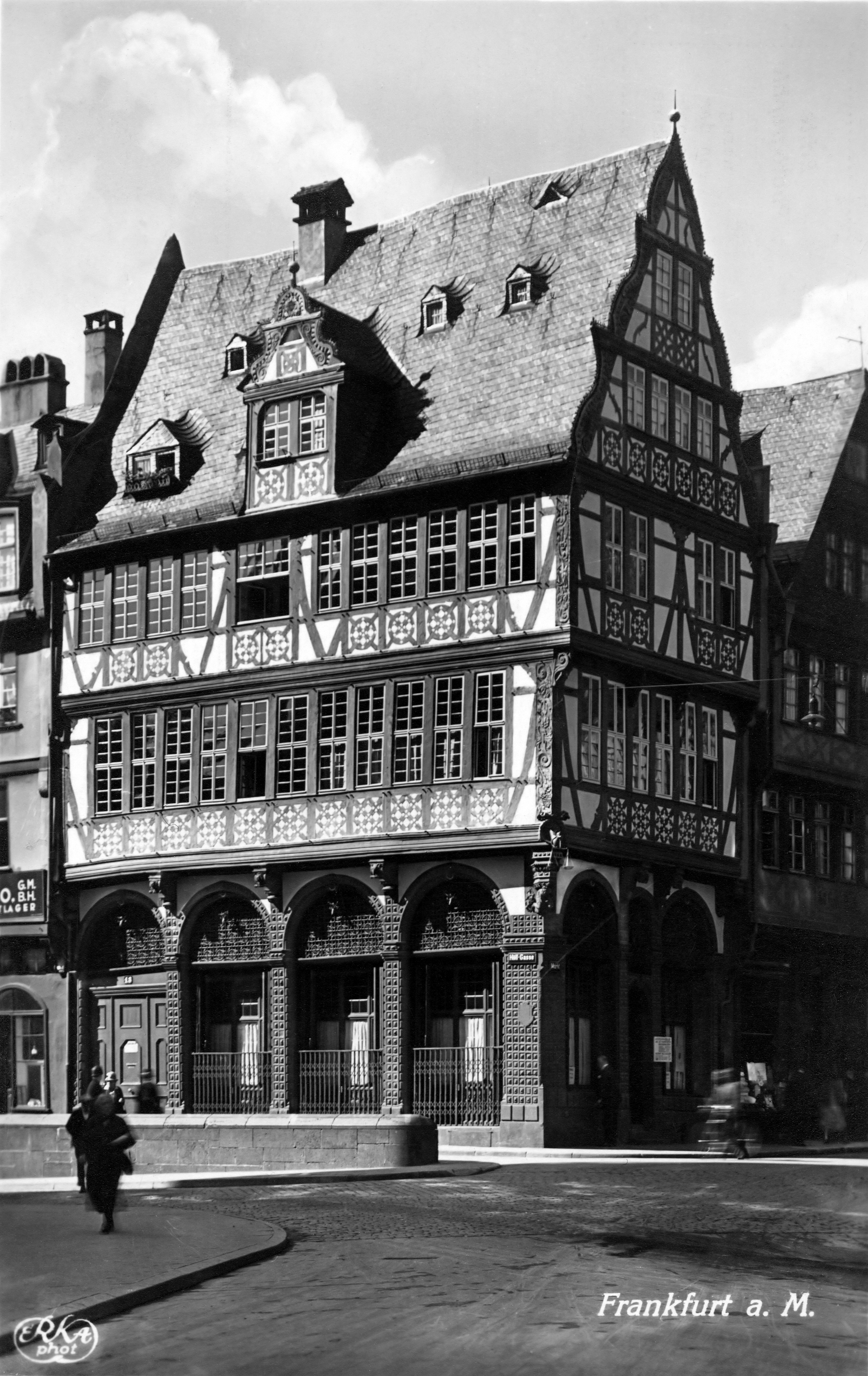
Haus zur Goldenen Waage (um 1920)

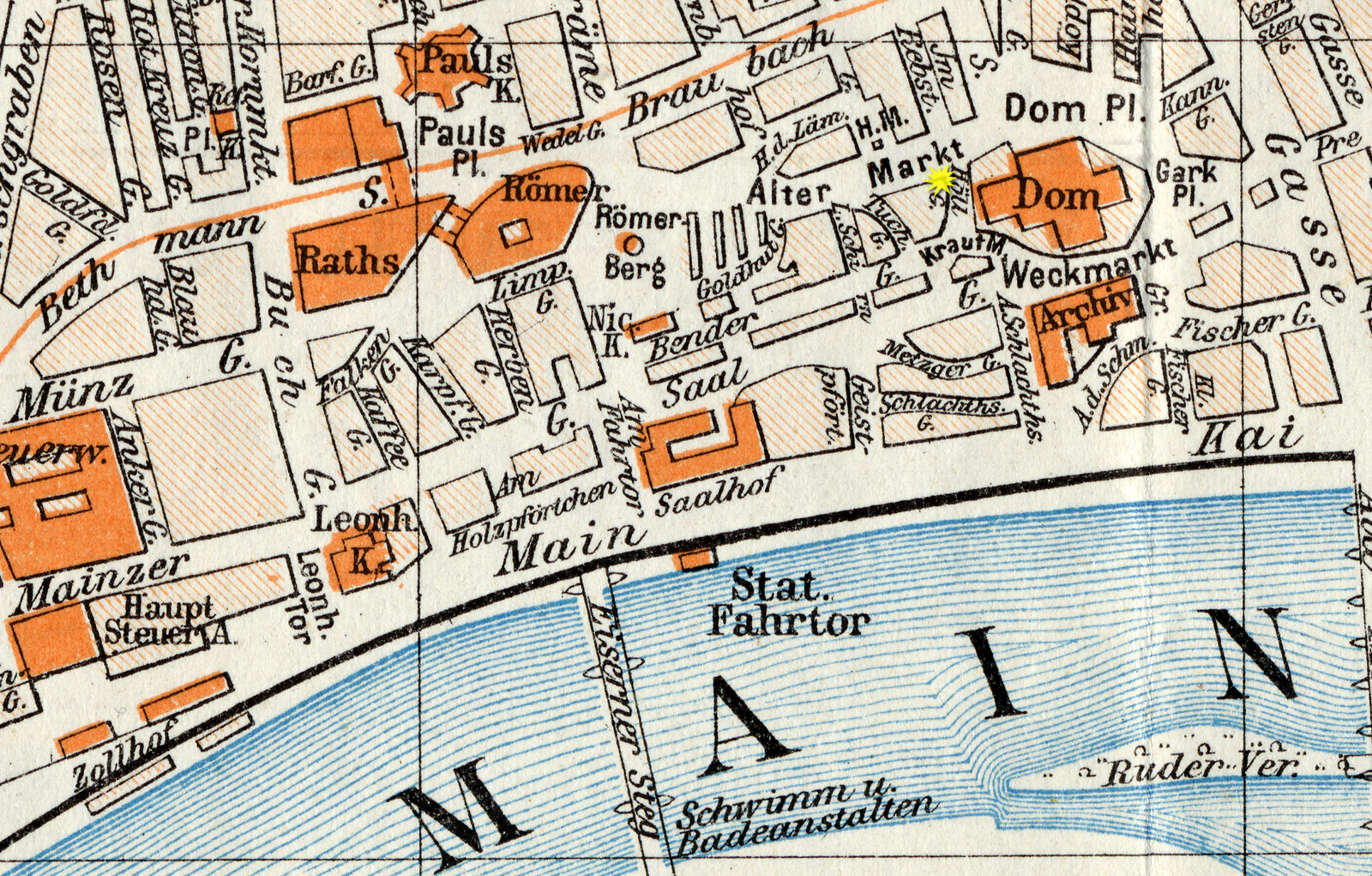
Lage des Gebäudes in der Frankfurter Altstadt

Das Haus zur Goldenen Waage war ein im Kern mittelalterliches Fachwerkhaus in der Altstadt von Frankfurt am Main, das beim Luftangriff am 22. März 1944 zerstört wurde. Wegen seines hohen architektonischen und historischen Wertes war es eine der bekanntesten Sehenswürdigkeiten der Stadt. Es lag vor dem Hauptportal des Doms als Eckhaus an der schmalen Höllgasse und am Markt, der vom Domplatz zum Römerberg führenden Altstadtgasse.
Die detailreiche Renaissancefassade stammte von 1619. Die Überreste des Hauses, die einen Wiederaufbau nach dem Krieg durchaus erlaubt hätten, wurden 1950 beseitigt. Die Arkaden blieben allerdings als Teil einer Privatbibliothek in Götzenhain erhalten. Mehr als 20 Jahre lag das Grundstück brach. 1972/73 beim Bau der U-Bahn-Station Dom/Römer entstand der Archäologische Garten, in dem Ausgrabungen der römischen Niederlassung auf dem Domhügel und der karolingischen Königspfalz Frankfurt zugänglich gemacht wurden.
2007 wurde die Rekonstruktion von Teilen der ehemaligen Altstadt im Dom-Römer-Projekt beschlossen, darunter auch die Wiedererrichtung der Goldenen Waage. 2014 begann der Neubau. Der archäologische Garten wurde dabei teilweise überbaut, bleibt aber über das benachbarte Stadthaus am Markt zugänglich.
Im Dezember 2017 waren die wiederhergestellte Fachwerkfassade, die Renaissance-Decke im Inneren und das Belvederchen fertiggestellt. Das auch im Inneren rekonstruierte Gebäude wurde im Dezember 2019 eröffnet. Es ist im Rahmen von Führungen des Historischen Museums zugänglich. Im Erdgeschoss befindet sich ein Café.

## Geschichte

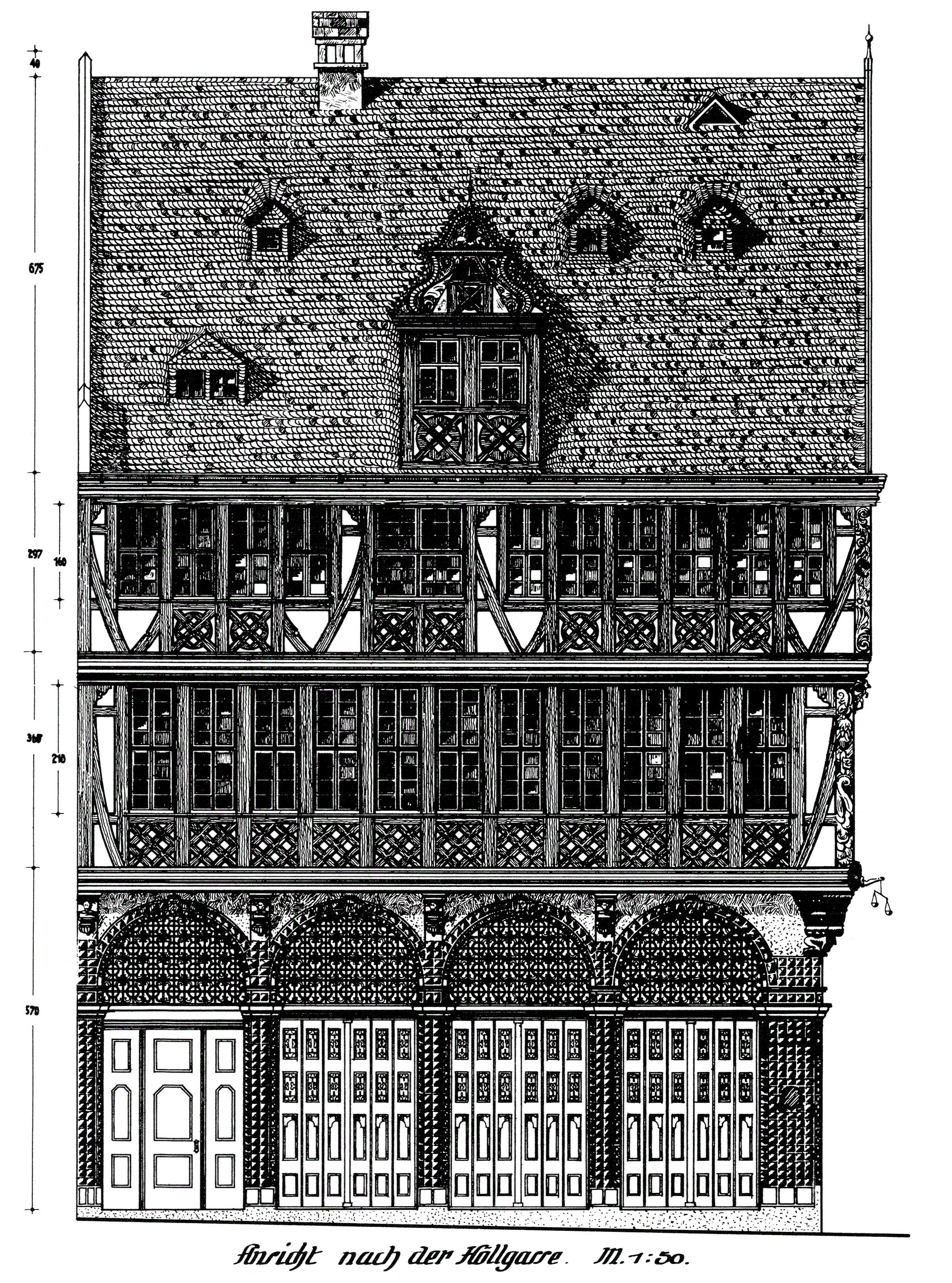
Aufmaß der Fassade zur Höllgasse, um 1910

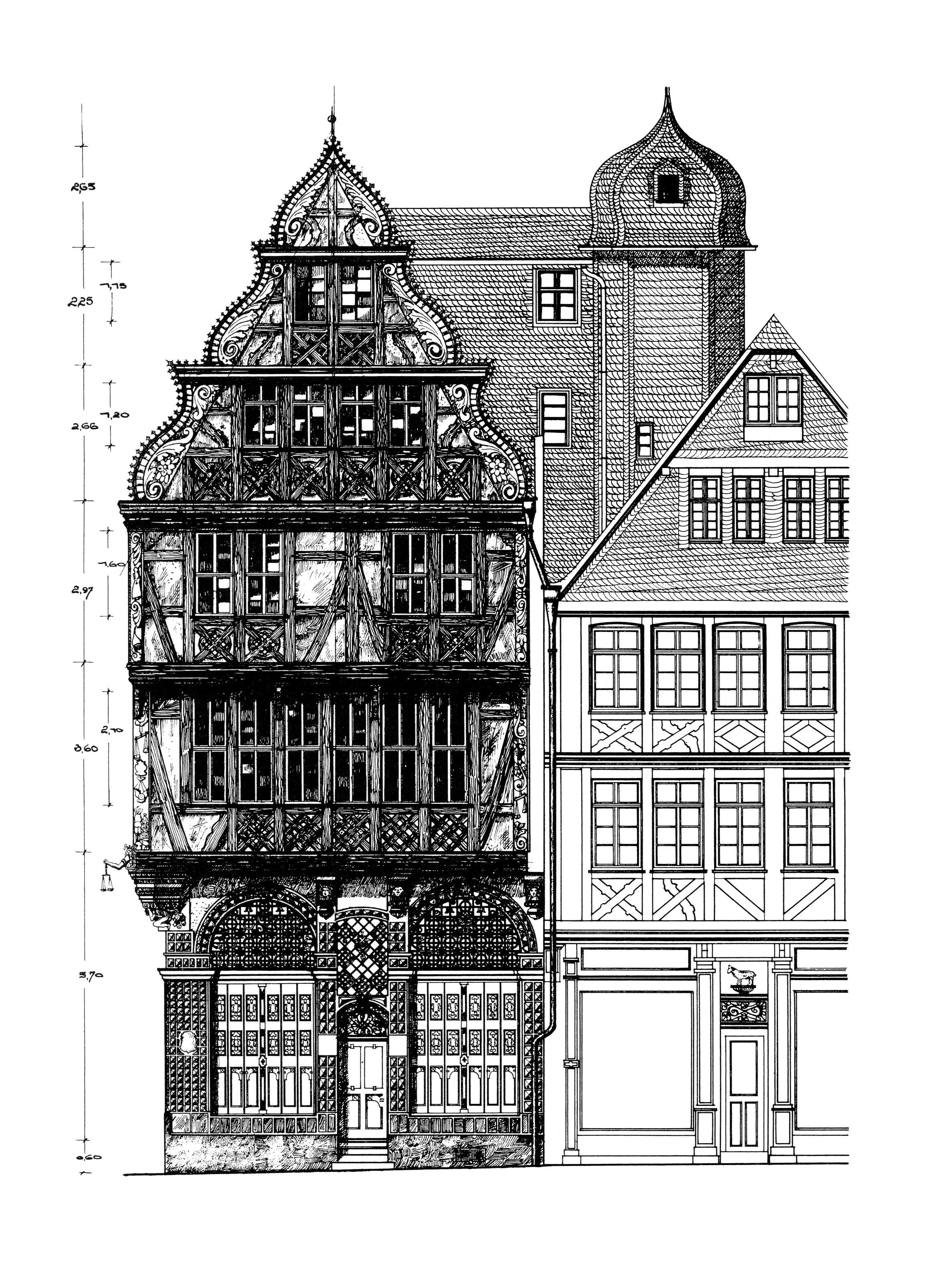
Aufmaß der Fassade zum Markt, um 1910

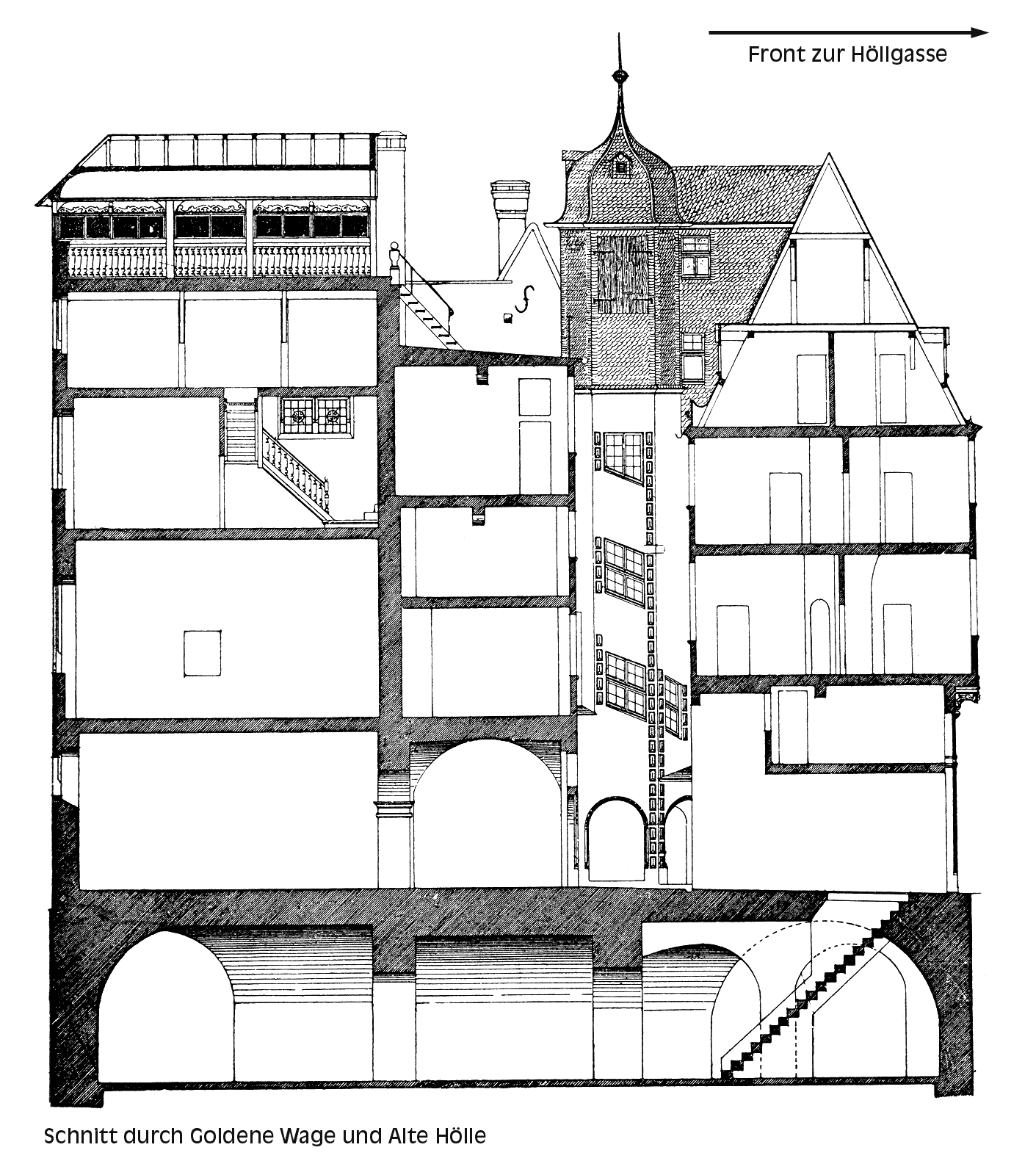
Querschnitt

### Vorgeschichte
Das Eckhaus am Markt und an der Höllgasse wurde bereits im frühen Mittelalter, vermutlich nach seinem damaligen Besitzer, als Haus zum Kulmann bzw. zum Colmann erwähnt. Die früheste mit einer Jahreszahl verbundene Erwähnung geht auf das Jahr 1323 zurück. 1405 wurde es mit dem Hinterhaus Alte Hölle zu einem Anwesen vereinigt. Etwa um diese Zeit kam im Volksmund auch der Begriff der Höllgasse für die selbst für mittelalterliche Verhältnisse sehr enge, dicht bebaute und extrem dunkle Querverbindung zwischen Markt und Bendergasse auf. Es gab auch ein Junge Hölle genanntes Haus, das sich auf der Ostzeile der Höllgasse direkt gegenüber der Alten Hölle befand. Die meisten Häuser befanden sich auf dieser Straßenseite unter Einberechnung der Überhänge im Grunde genommen schon mit dem 1. Stock auf dem Grundstück des Domes – sehr zum Ärger des Domstifts: 1299 ist ein erster Fall schriftlich festgehalten, bei dem der Goldschmied Colmann wegen seines Hauses auf der Ostzeile der Höllgasse in Streit mit der Geistlichkeit geriet.

### Die Goldene Waage unter Abraham van Hamel
1588 gelangten das Eckhaus Goldene Waage für 3.040 Gulden und die Alte Hölle für 2.000 Gulden in den Besitz von Andreas Gaßmann. Von Maria Margarethe Gaßmann kaufte schließlich 1605 der Zuckerbäcker und Gewürzhändler Abraham van Hamel den Gebäudekomplex. Hamel stammte aus Tournai in den spanischen Niederlanden. 1599 war er als reformierter Glaubensflüchtling über Sittard bei Aachen und Wesel nach Frankfurt zugewandert, wo sich zuvor bereits sein Vater und Bruder als Bürger ansässig gemacht hatten. Trotz einiger Widerstände aus den Zünften war er am 19. November 1599 zum Bürgereid zugelassen worden.
1618 bis 1619 ließ er das vierstöckige Vorderhaus seines Grundstückes abreißen und ersetzte es durch einen prunkvollen Neubau. Sein Vorhaben war von heftigen Widerständen des Rates und missgünstiger Nachbarn begleitet. Die öffentliche Zurschaustellung von Reichtum war in Frankfurt verpönt – auch der Bauherr des ähnlich prächtig geschmückten Salzhauses hatte das zu spüren bekommen. Hamel jedoch war ein streitbarer Mann, der seine Ziele meist durchsetzte, manchmal auch rücksichtslos – entweder durch Einsatz seines Vermögens oder durch die Beschreitung des Klagewegs. Seine Klagefreudigkeit machte ihn allerdings schnell zum Außenseiter unter der Frankfurter Bürgerschaft, die bald meinte, „mit jedermann musste er zanken und rechtfertigen also dass für seine Händel allein einen sonderbaren Schöffenrat zu bestellen nötig wäre.“
Auch der Streit um den Bau der Goldenen Waage wurde in Akten der städtischen Archive sowie der Literatur bis in die Gegenwart überliefert:
Im Februar 1618 bat Hamel erstmals um die Erlaubnis, sein baufälliges Haus völlig niederzulegen und durch einen vierstöckigen Neubau, also ein Erdgeschoss mit drei Obergeschossen ersetzen zu dürfen. Obwohl Hamel versprach, die Vorschriften des Gesetzes streng zu beachten, was unter anderem eine Vermeidung von Überhängen einschloss, so dass „eine Engung der Gassen und sonstiges Uebel und Mißstand im geringsten nit zu befahren sei“, wurde der Bau, der nach Ansicht von Hamel „einen ziemlichen Wohlstand, Zierdt und bestes Aussehen“ erhalten hätte, nicht bewilligt. Die Nachbarn, allesamt alteingesessene Frankfurter Kaufmanns- und Patrizierfamilien, legten Widerspruch ein, da der hohe Bau ihrer Meinung nach der engen Gasse Licht und Luft genommen sowie die Feuergefahr erhöht hätte. Sie gönnten dem Zuwanderer den Bau nicht. In der Niederschrift heißt es, „von Rechts- und Billigkeitswegen dürfe man einen Niederländer, der ohnehin zu lauter Vorteil geboren sei, nicht vor anderen inheimischen alten Bürgerskinden bevorzugen“.
Hamel hielt dagegen, dass ihm „wegen seines Handels an der Gewinnung mehrern Raums sehr hoch und viel gelegen“ sei, da Grundstücke am Markt sehr teuer waren und er deswegen zwecks bestmöglicher Nutzung desselben in die Höhe bauen müsse. Der Markt war damals eine Haupteinkaufsstraße, an Bedeutung mit der heutigen Zeil vergleichbar. Hamel verlor diesen Prozess, und so wurde die Goldene Waage entgegen den ursprünglichen Planungen nur ein dreistöckiges Haus.
Anfang Juli 1618, als das Erdgeschoss und das Fachwerkskelett darüber bereits fertiggestellt waren, richtete sich eine weitere Anzeige eines Nachbarn gegen den Bau. Eine Besichtigung durch die Schöffen ergab, dass das Erdgeschoss um einen Schuh – entsprechend etwa 28,5 cm – gegenüber dem von Hamel vorgelegten Bauplan zu hoch geraten war. Fast hätte der Bau deswegen wieder abgebrochen werden müssen, doch setzte Hamel hier wie so oft sein Vermögen ein. Auch bei einem weiteren Verstoß gegen den Bauplan, die Bauarbeiten derart zu beschleunigen, dass das Haus zur Herbstmesse 1618 fertig würde, zahlte er eine Geldbuße in Höhe von 100 Reichstalern und wurde „dabei gelassen“.
Dennoch wurde das Haus zur Herbstmesse 1618 nicht fertig, da der Schlosser Jacob Reynold, der die Gitter zwischen Rundbögen und Oberlichtern des Erdgeschosses anfertigte, so spät lieferte, dass das Haus fast über ein Jahr nicht bezogen und letztlich erst 1619 fertiggestellt werden konnte. Hamel kostete dies viel Geld, da er in der Zwischenzeit verschiedene Häuser für seine Familie und seine Waren anmieten musste. Als die Gitter dann fertig waren, entbrannte ein weiterer Rechtsstreit, da diese nicht die von Hamel gewünschten, von der Haustür des Ratsherren Johann Martin Hecker übernommenen Muster hatten. Stattdessen hatte Reynold, so Hamels Ansicht, „das Gerembs mit vielen übermäßigen im Geding nicht vorgesehenen Ringen dermaßen überlegt, dass allein an Licht ein merklicher Schaden daraus unfehlbarlich entstehen müsse“, des Weiteren „die Stangen mit solche Dicke beschwert, dass es auch für eine gefängliche Verwahrung mehr als genugsam sei.“ Eine Beurteilung der Lage durch die Handwerksgeschworenen lehnte er von vorneherein ab, da er diese als befangen betrachtete. Ihr Urteil fiel dann auch für den Schlosser aus, und Hamel ließ es erneut zum Streit vor dem Schöffengericht kommen. Diesmal gewann er dadurch, dass er eine von allen anderen am Bau beteiligten Handwerkern unterschriebene Erklärung vorlegte, nach der sie „gutlich und wohl, ohne eynigen Zanck oder Mißverstand befriediget und bezahlet“ worden seien.
Auch wenn Hamel von Beruf Zuckerbäcker war, ging er doch hauptsächlich dem Gewürz- und Farbenhandel nach, was durch eine Stadtratseingabe belegt ist, die ihn 1619 zum „Handelsmann“ erhob. Durch seine weitreichenden Handelsbeziehungen in das ganze Mittelrheingebiet, Teile Norddeutschlands, aber auch in seine ursprüngliche Heimat, erwarb er bald ein Vermögen, das weit über den bei wohlhabenden Frankfurter Kaufleuten sonst üblichen Reichtum hinausging. Bei seinem Tod am 19. Januar 1623 besaß er bereits die gesamte Westzeile der Höllgasse und das am Krautmarkt daran anstoßende Haus Wolkenburg (Hausanschrift: Krautmarkt 7).

### Nach der Ära Hamel bis zum Erwerb durch die Stadt

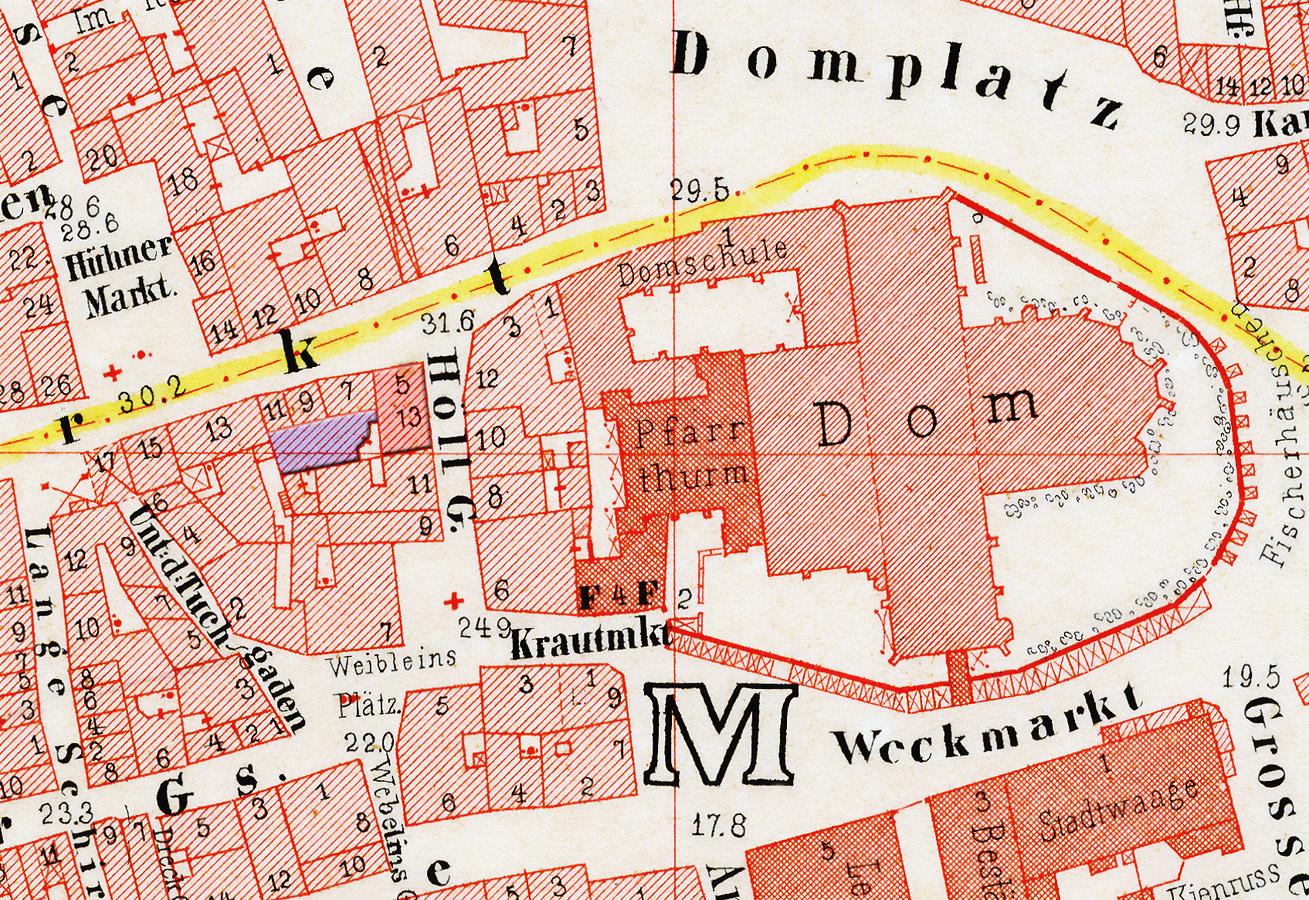
Gebäude auf dem Ravenstein-Plan Frankfurts von 1862

Nun lag es an der Witwe und einem jüngeren Bruders Hamels, die Geschäftsbeziehungen weiterzupflegen, was ihnen jedoch offensichtlich unter den Bedingungen des inzwischen ausgebrochenen Dreißigjährigen Kriegs nur sehr eingeschränkt gelang. 1631 bis 1635 stand die Stadt zeitweise unter schwedischer Besatzung. Damals erreichten die Schrecken des Krieges auch Frankfurt. Allein in den drei Pestjahren 1634 bis 1636 starben fast 14.000 Menschen in der von Flüchtlingen überfüllten Stadt, die in Friedensjahren nur etwa 15.000 Einwohner gehabt hatte. Eine nie erlebte Teuerung ließ weite Teile der Bevölkerung verarmen und löste eine jahrelange Hungersnot aus.
Als die Witwe Hamel am 25. Juli 1635 verstarb, betrugen alleine die Außenstände 60.000 Gulden, der Immobilienbesitz war vergleichsweise hoch verschuldet.
Als Konsequenz verkauften ihre Erben Goldene Waage und Alte Hölle zum Preis von 8.500 Gulden am 5. März 1638 an den Frankfurter Handelsmann Wilhelm Sonnemann. In den folgenden Jahrhunderten wechselten oft die Besitzer. 1655 bis 1699 war es die Familie Barckhausen, 1699 bis 1748 die Großkaufleute Grimmeisen und 1748 bis 1862 die Familie von der Lahr. Im Anschluss folgten noch die Familien Osterrieth und Scheld, bis 1898 dann die Stadt selbst den Gebäudekomplex für 98.000 Mark erwarb.

### Die Goldene Waage im 20. Jahrhundert

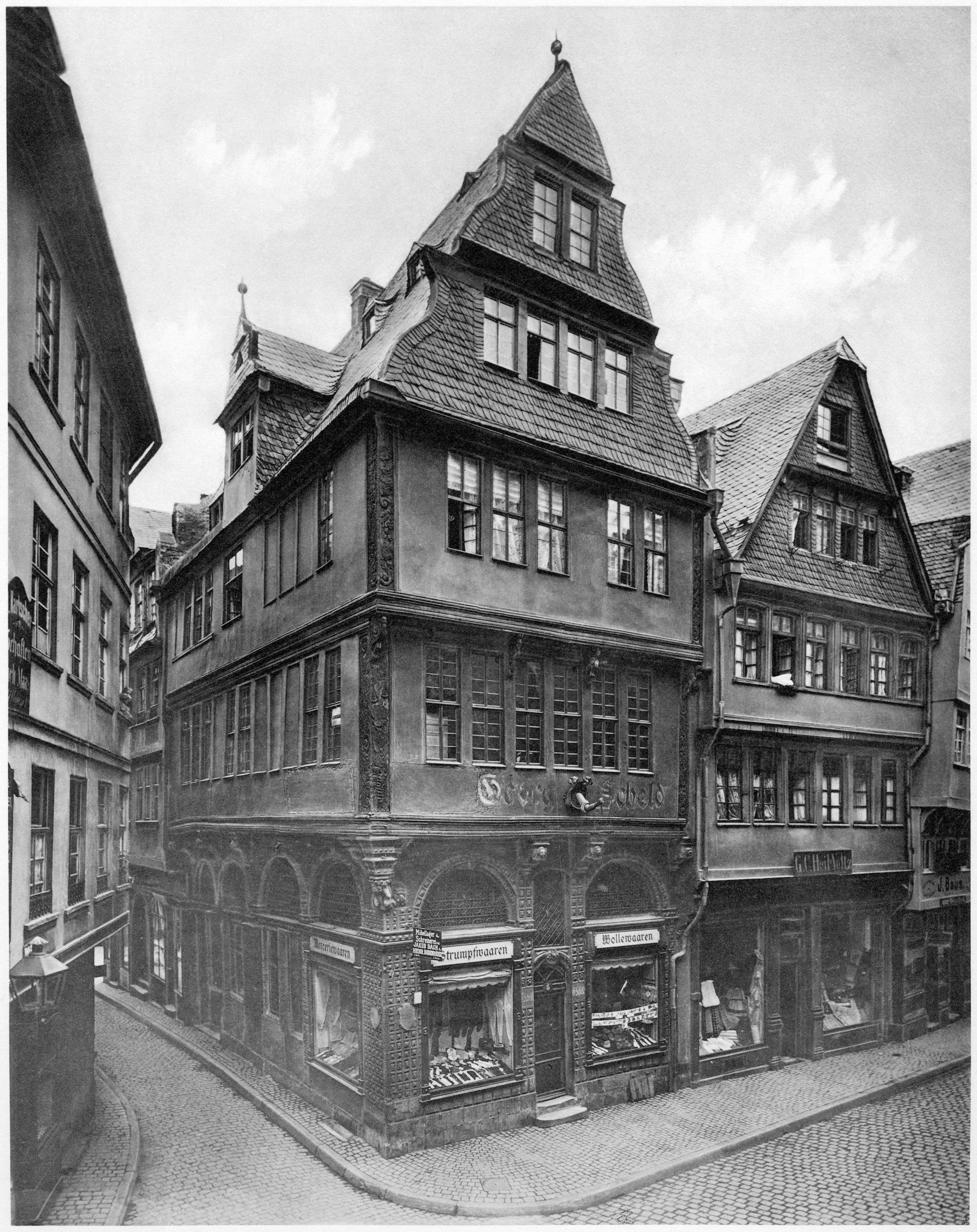
Vor der Renovierung 1899

Ab 1899 erfolgte eine grundlegende Renovierung durch den Baumeister Franz von Hoven. Er ließ den aus dem frühen 19. Jahrhundert stammenden Verputz bzw. die Verschieferung der Fassade entfernen und das Fachwerk freilegen. In den Innenräumen nachträglich eingezogene Zwischenwände und Verschläge wurden zurückgebaut. Nur wenige Jahre später wurde die Ostzeile der sehr engen Höllgasse zugunsten einer Vergrößerung des Domplatzes abgerissen. 1913 stellte die Stadt die durch diese Maßnahmen optisch nun weitaus markantere Goldene Waage dem Historischen Museum zur Verfügung. Dieses richtete das Haus 1928 als Beispiel eines Frankfurter Bürgerhauses des frühen 18. Jahrhunderts ein.
Für diese Entscheidung sprach zum einen, dass die letzten größeren Ausbauten aus jener Zeit stammten. Des Weiteren existierte ein exaktes Inventar des Hauses zum Zeitpunkt des Todes von Hamel. Solche Inventare wurden in Frankfurt beim Tode eines jeden Bürgers mit nennenswerten Vermögen durch städtische Beamte oder den Gerichtsschreiber aufgenommen. Das Inventar aus dem Jahre 1623 ist nicht erhalten, wohl aber das aus dem Jahre 1635, denn als die Witwe Hamel starb, kam es erneut zur Aufnahme. Da bei der Aufnahme des Inventars klassischerweise das Erbe schon verteilt war, gibt somit wohl auch das Inventar von 1635 recht genau den Zustand der Inneneinrichtung wieder, der beim Tode Hamels herrschte. Auf dieser Basis konnte das Museum die Räume originalgetreu wieder bestücken.
Im Zweiten Weltkrieg richteten die ersten Luftangriffe auf Frankfurt am Main bis 1942 nur geringe Schäden an, doch ließ der Bund tätiger Altstadtfreunde vorsichtshalber ab Sommer 1942 den gesamten Baubestand der Altstadt fotografisch und zeichnerisch erfassen. Mit Beginn der Combined Bomber Offensive 1943 wurde auch Frankfurt zum Ziel von Flächenangriffen. Die Goldene Waage blieb zunächst noch unversehrt, obwohl die Angriffe am 4. Oktober 1943, am 29. Januar 1944 und am 18. März 1944 in unmittelbarer Nähe große Schäden verursachten. Der Luftangriff vom Mittwoch, den 22. März 1944 ließ die gesamte Altstadt zwischen Dom und Römer im Feuersturm untergehen und zerstörte auch die Goldene Waage. Brandbomben entzündeten das prachtvolle Fachwerk und ließen das Haus bis auf die Mauern des Sandstein-Sockels niederbrennen. Besonders tragisch war der Verlust vieler fest mit dem Gebäude verbundener, historisch wie materiell unersetzlicher Kunstschätze, darunter die aufwendig gearbeiteten Decken der verschiedenen Räume sowie der Kachelofen im ersten Stock. Der Großteil der vom Historischen Museum dort untergebrachten Ausstellungsstücke war zuvor jedoch ausgelagert worden und überstand den Krieg unversehrt.

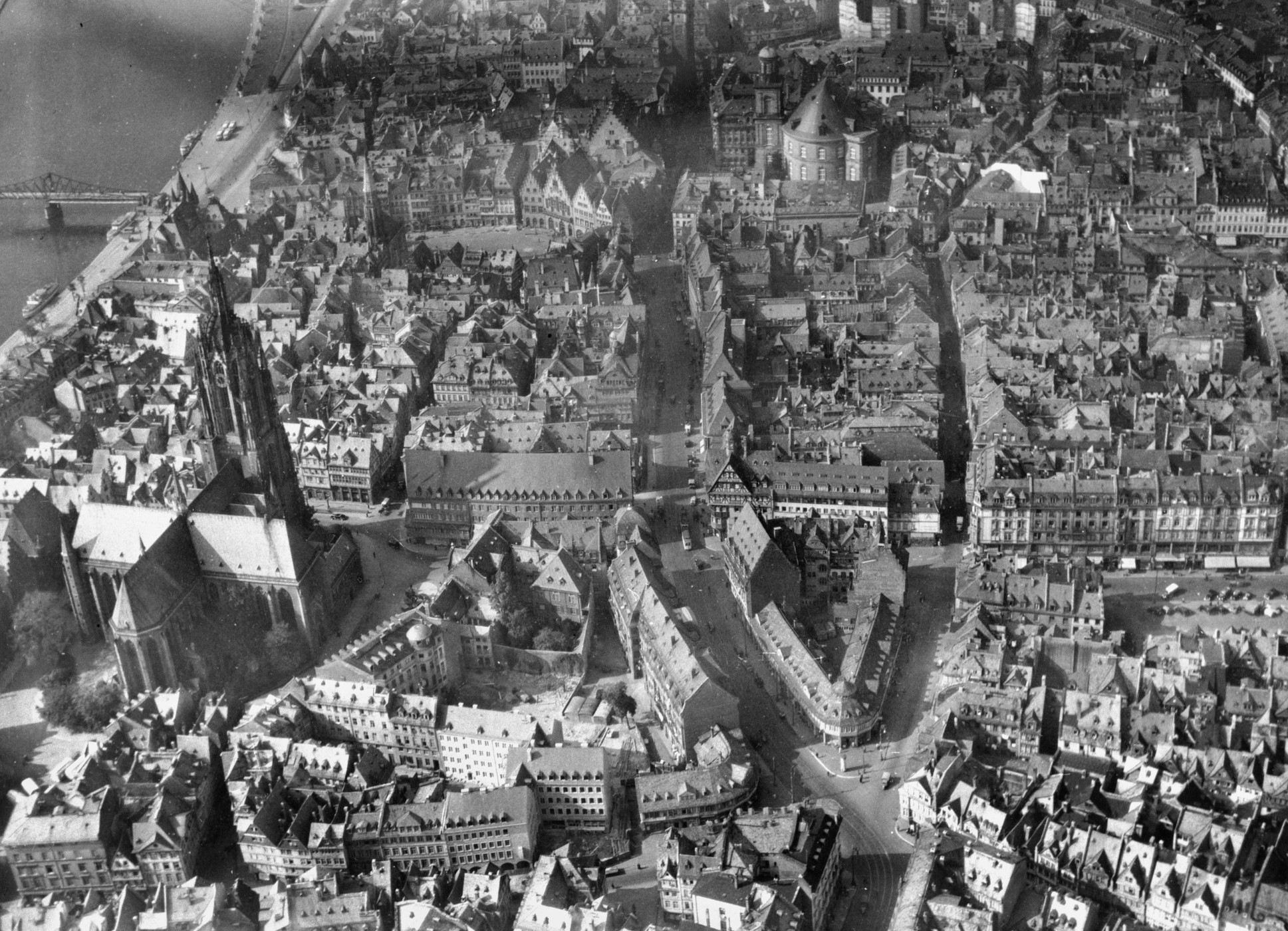
Luftbild der Altstadt ca. 1942, rechts vom Domturm das Eckhaus zur Goldenen Waage

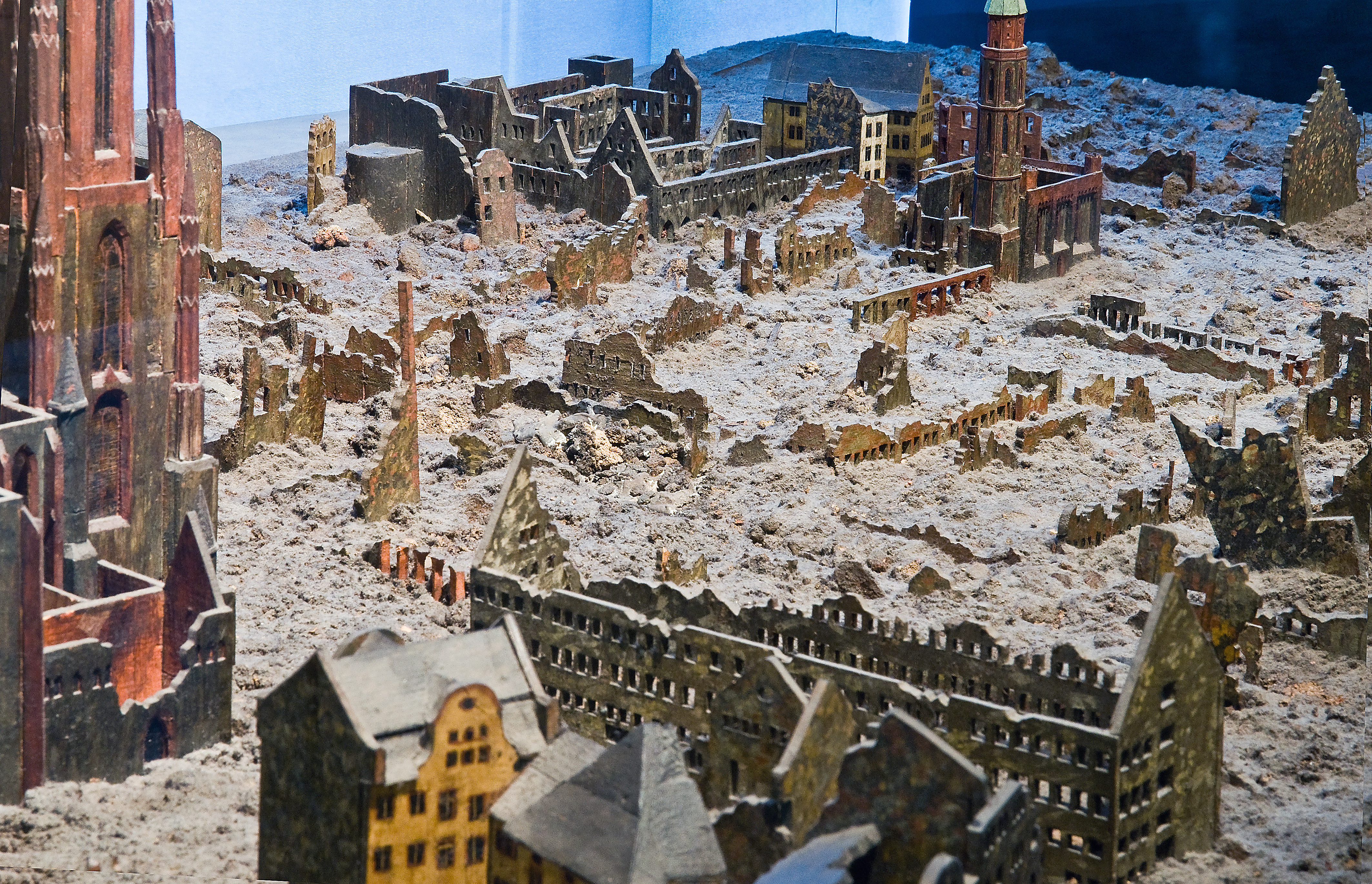
Trümmermodell im Historischen Museum, in der linken Bildmitte die Reste der Goldenen Waage

Mit dem geretteten Inventar, den erhaltenen Grundmauern und den Resten des Erdgeschosses wäre ein Wiederaufbau, ähnlich wie beim Salzhaus und vielleicht in vereinfachter Form, durchaus möglich gewesen. Die Stadt entschied jedoch, die Trümmer der zerstörten Häuser zwischen Dom und Römer bis 1950 völlig abzutragen. Die Arkaden der Goldenen Waage wurden an einen Privatmann aus Götzenhain verkauft, der mit ihnen eine Privatbibliothek für seine Villa erbaute.
Beim 1952 begonnenen und bis 1960 im Wesentlichen abgeschlossenen Wiederaufbau der Altstadt entstanden moderne Wohn- und Zweckbauten mit einem völlig neuen Zuschnitt der Grundstücke und Verkehrswege. Das Gebiet zwischen Dom und Römer mitsamt dem Grundstück der Goldenen Waage wurde jedoch ausgespart und blieb bis Anfang der 1970er Jahre eine Brache. Ausgrabungen in den 1950er Jahren förderten zahlreiche Zeugnisse der römischen, merowingischen, karolingischen und spätmittelalterlichen Baugeschichte des Areals zutage. 1972/73 wurde die Fläche teils mit einer Tiefgarage und einem Zugang zur U-Bahn-Station Römer überbaut, die das Geländeniveau um mehr als einen Meter anhoben, teils dem Archäologischen Garten zugeschlagen.
Im September 2000 erwarb das Bistum Limburg das gegenüber der Goldenen Waage gelegene ehemalige Hauptzollamt und ließ es in der Folge zum Haus am Dom umbauen. Durch die Erweiterung nach Süden rückte dessen massiver Baukörper bis auf 4,50 Meter an die ehemalige Goldene Waage heran, während der Markt vor der Zerstörung etwa acht Meter breit gewesen war.

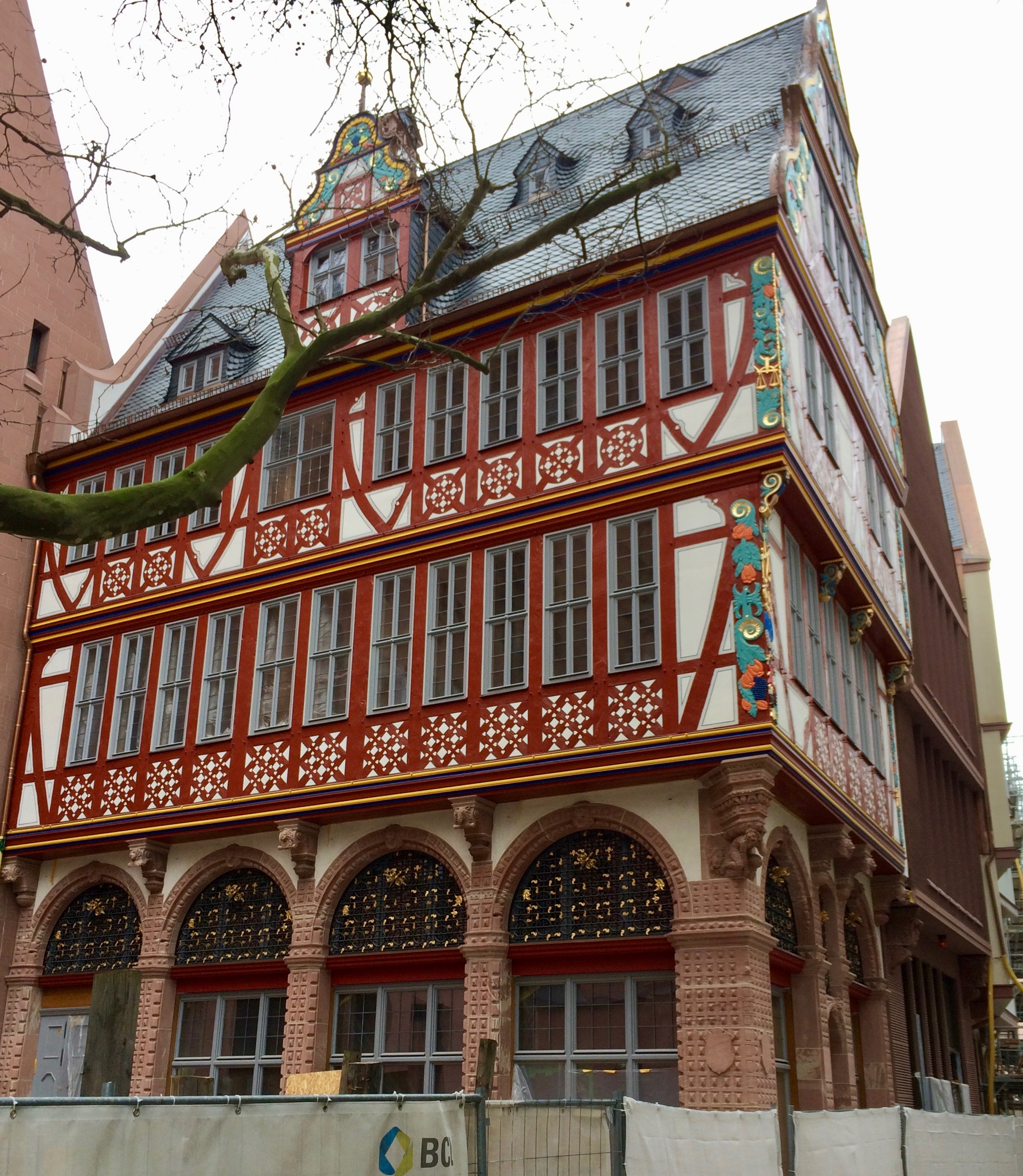
Rekonstruktion der „Goldenen Waage“ (2018)

## Wiederaufbau

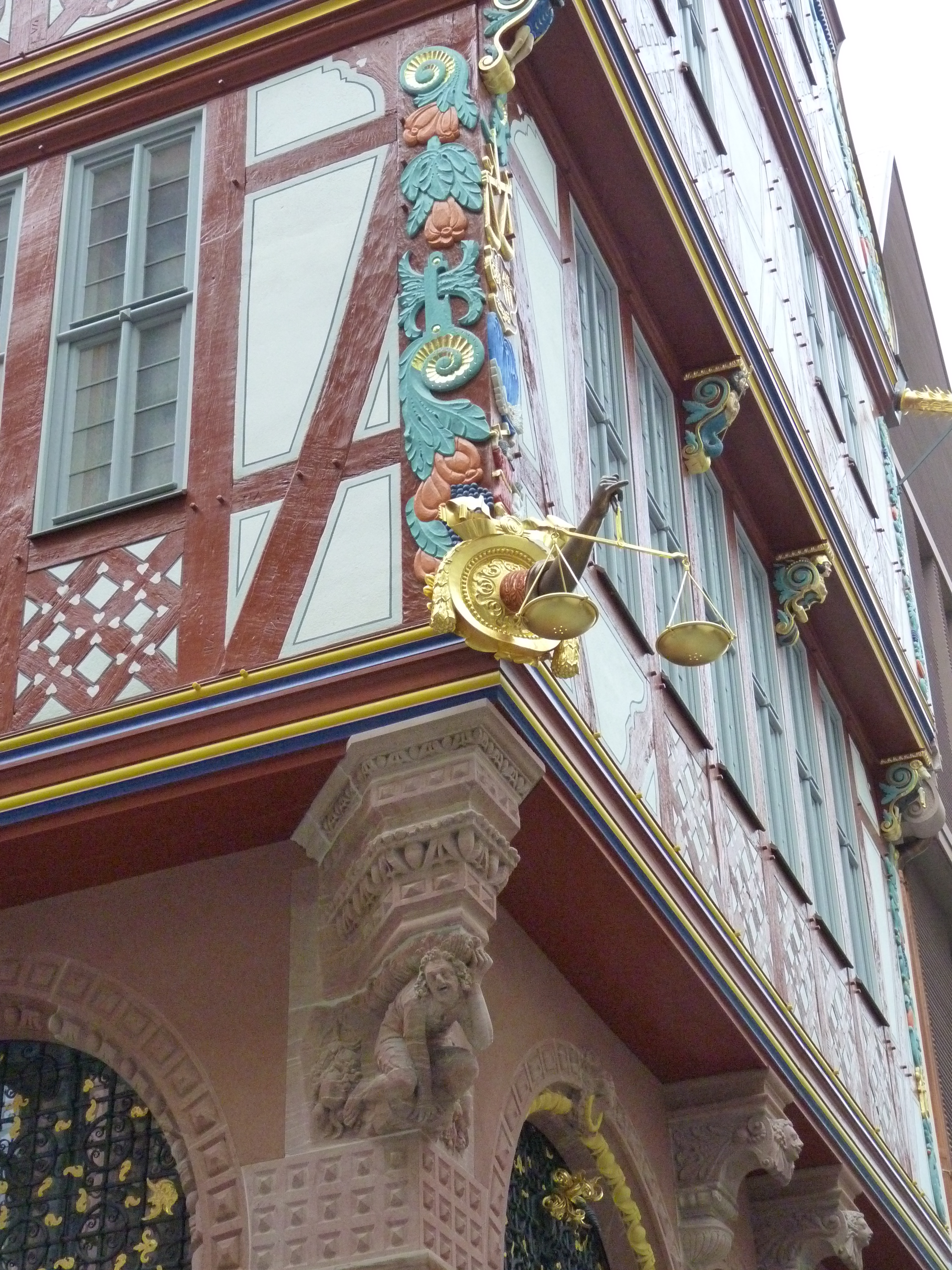
Seit Mai 2018 hat die Goldene Waage wieder ihren Platz

Anfang des 21. Jahrhunderts begann die Stadt mit Planungen zur zukünftigen Gestaltung der Fläche zwischen Dom und Römer. 2005 – mehr als 60 Jahre nach Zerstörung der Altstadt – zeichnete sich in der Bürgerschaft und der Stadtverordnetenversammlung eine Präferenz für die möglichst genaue Wiederherstellung des historischen Grundrisses mit Gassen, Plätzen und Höfen sowie die Rekonstruktion einzelner, städtebaulich bedeutsamer Häuser ab. Oberbürgermeisterin Petra Roth schlug in einem Zeitungsinterview vor, vier historisch bedeutende Gebäude, darunter die Goldene Waage, zu rekonstruieren.
Um die technischen Möglichkeiten einer Rekonstruktion zu bewerten, ließ die Stadt 2006 eine Dokumentation Altstadt erstellen. Die Studie stellte fest, dass keines der Gebäude historisch getreu rekonstruiert werden könnte, nicht einmal die besonders gut dokumentierte Goldene Waage. Eine schöpferische Rekonstruktion, „bei der insbesondere die Straßenfassade und die grundsätzliche Grundrissdisposition nachgebaut und eventuell ergänzt werden könnten“, erschien möglich. Der historische Stadtgrundriss konnte nur teilweise rekonstruiert werden; insbesondere konnte die Goldene Waage wegen des Hauses am Dom nicht mehr am ursprünglichen Standort neu erstehen. Um die Ausgrabungen des Archäologischen Gartens zugänglich zu erhalten, sollte eine Überbauung erfolgen, in die größere Abfangungen einzubringen waren. Weitere Prüfungen waren erforderlich, beispielsweise ob das historische Niveau der Straßen und Erdgeschosse beibehalten werden konnte. Bei jeder Rekonstruktion waren die aktuellen Bauvorschriften zu beachten, besonders im Hinblick auf Brandschutz, Energieeffizienz und die Möglichkeit von gesicherten Rettungswegen. Treppenhäuser waren feuerbeständig abzuschotten und aus nicht brennbaren Materialien auszuführen.
Am 6. September 2007 beschloss die Stadtverordnetenversammlung mit den Stimmen von CDU, Bündnis 90/Die Grünen, FDP und Freien Wählern gegen die Stimmen von SPD und Die Linke die Neubebauung des Dom-Römer-Areals. Teil des Beschlusses war die Rekonstruktion von mindestens sieben Gebäuden, darunter die Goldene Waage.
Den Auftrag zur Rekonstruktion der Goldenen Waage erhielt das Büro Jourdan & Müller. Im Süden schließt die neue Goldene Waage nun an das Stadthaus an, im Westen an das Haus Weißer Bock (Markt 7), beides zeitgenössische Entwürfe.
Die Hochbauarbeiten begannen 2014. Mit der Rekonstruktion des Fachwerks, für das rund 100 Kubikmeter altes Eichenholz aus historischen Bauten wiederverwendet werden, wurde eine Spezialfirma in Lemgo beauftragt. Beim Bau wurden mehr als ein Dutzend aus dem Trümmerschutt geborgene und erhaltene Spolien wiederverwendet.
Im Dezember 2017 wurde der äußerlich fertiggestellte Neubau, darunter die rekonstruierte Fachwerkfassade, die Renaissance-Decke im Inneren und das Belvederchen, bei einem Pressetermin vorgestellt. Im September 2018 wurde die Neue Frankfurter Altstadt mit einem zweitägigen Bürgerfest eingeweiht. Der Innenausbau der Goldenen Waage war zu diesem Zeitpunkt noch nicht abgeschlossen. Das Café im Erdgeschoss eröffnete im September 2019. In den beiden Obergeschossen soll eine Außenstelle des Historischen Museums eingerichtet werden.

## Architektur

### Äußeres
Äußerlich war die Goldene Waage auf den ersten Blick ein typisches Renaissance-Gebäude der Frankfurter Altstadt: ein hoher Sockel aus rotem Sandstein zeigte nach außen filigrane, reich verzierte Arkaden – vier auf der zur Höllgasse gewandten Seite, zwei zum Markt hin. Die Arkaden fußten auf weit vorkragenden Kämpfern; die Schlusssteine waren als Löwenköpfe ausgearbeitet. Zwischen den beiden Arkaden der Hausseite zum Markt schob sich die von einem doppelten Sturz geschmückte Haustür ein. Während der obere mit den verlängerten Säulenschäften der Arkaden verspannt war, verlief der untere annähernd gerade und zeigte in seinem Schlussstein das Ehewappen Abrahams van Hamel und seiner Frau Anna van Lith (siehe Bild).

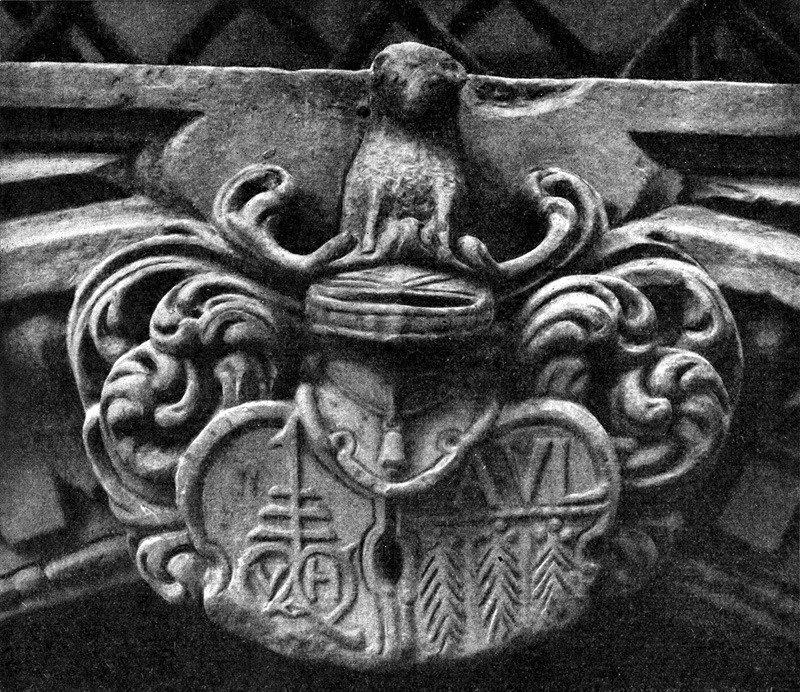
Ehewappen über der Tür am Markt

Das Ehewappen bestand aus zwei dicht aneinander gerückten Reiterschilden. Dabei zeigte das heraldisch rechte Schild einen senkrechten Pfeil mit Widerhaken und drei Querstrichen durch den Schaft. Der Pfeil endete zwischen zwei Ovalen, die mit ihren Biegungen und einem Verbindungsstrich ein A(braham) bildeten, in den Ovalen selbst konnte man die Buchstaben V(on) und H(amel) lesen. Der heraldisch linke Schild trug in den unteren zwei Dritteln drei Hermelinschwänze und im oberen Bereich die Buchstaben A(nna) V(an) L(ith). Die Helmzier war ein wachender Widder (Hammel), zweifellos eine Anspielung auf den Namen des Erbauers.

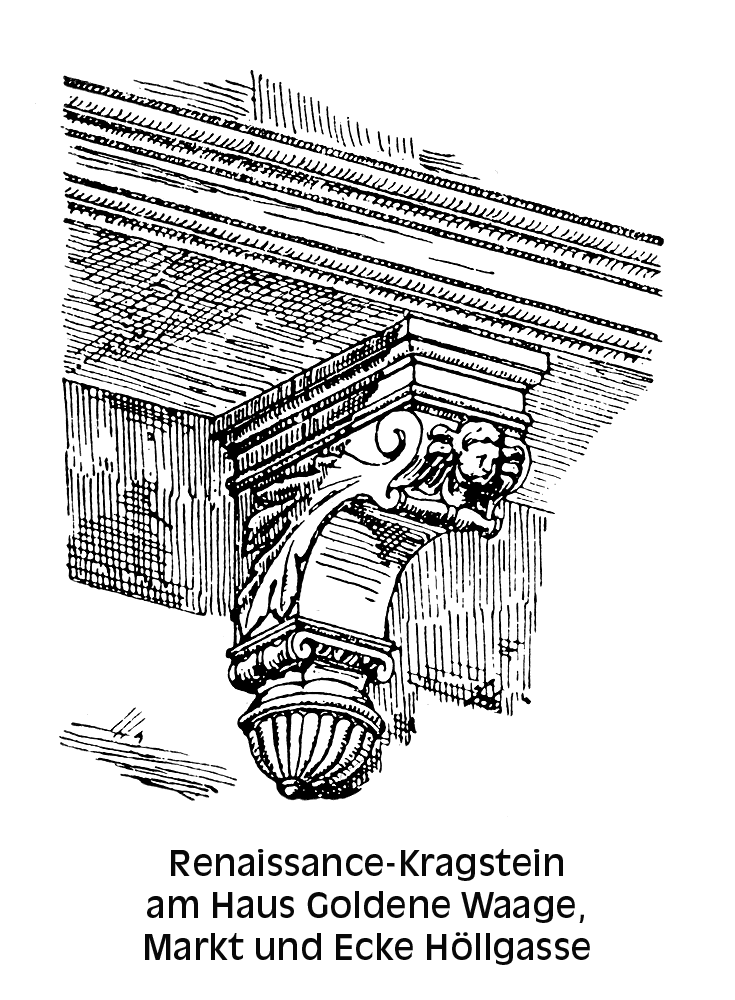
Kragstein

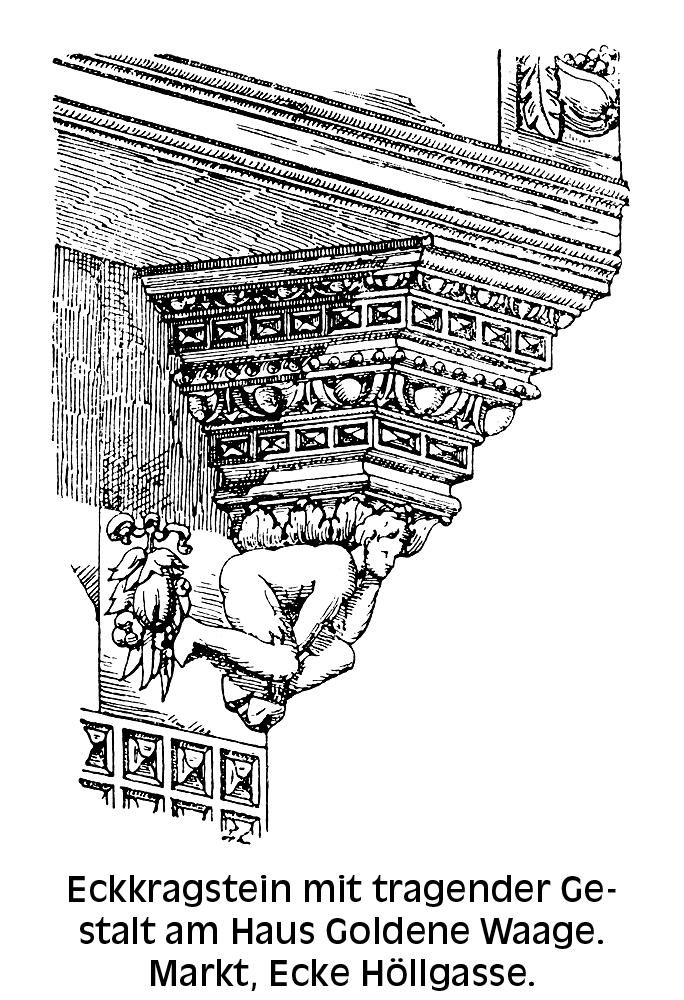
Kragstein an der Hausecke

Für Verhältnisse des frühen 17. Jahrhunderts wurde mit dem Bau eine statische Meisterleistung vollbracht: die durchbrochenen Arkaden des Erdgeschosses waren vom Material wie auch von der Ausführung her nicht als tragende Elemente geeignet. Dies war aber völlig beabsichtigt, da der so reichliche Platz im Erdgeschoss zum Auslegen der Waren dienen konnte. Dadurch war die Goldene Waage im Prinzip ein Haus auf Säulen, von denen man äußerlich nur die verstärkte Nordost-Ecke wahrnahm. Die übrigen sieben der Statik dienenden Säulen des Erdgeschosses verliefen zwischen den Arkaden, waren in diese aber derart perfekt eingearbeitet, sodass man ihnen eher dekorative Bedeutung zumaß. Die unterhalb der Kämpfer der Säulenschäfte befindlichen Kragsteine waren vom Steinmetz liebevoll gestaltet worden: im massivsten an der Nordwestecke konnte man einen hockenden Mann zwischen Blumengehängen erkennen (s. Bild), die übrigen sieben stellten immer abwechselnd ein Mannes- und ein Frauenhaupt (siehe Bild) dar. Nur der an der äußersten (in der Draufsicht westlichsten) Hausseite am Markt befindliche Stein war für sich besonders, als er den Kopf eines Widders oder Hammels darstellte – ob hierin eine Anspielung auf den Namen Hamel gesehen werden konnte, wurde ebenso wie der Name des Steinmetzes nie geklärt.
Wohlbekannt dagegen ist der Name des beim Bau tätigen Maurermeisters, Wolf Burckhardt, sowie des für das schmiedeeiserne Gitter zwischen Rundbögen und Oberlichtern verantwortlichen Schlossers Jacob Reynold.
Über seinen Kontorräumen befand sich im Sockel noch ein niedriges Zwischengeschoss, die Bobbelage. Das Zwischengeschoss diente als Lagerraum für das darunter befindliche Verkaufskontor. Es wurde durch die Oberlichter der Arkadenfenster erhellt.
Über dem Erdgeschoss erhoben sich zwei auskragende Fachwerkgeschosse mit der Giebelseite zum Markt, darüber noch zwei Giebelgeschosse. Dabei kragte das zweite Geschoss gegenüber dem ersten nur auf der Hausseite zum Markt hin nochmals aus. Die sehr feine, ein Muster aus Andreaskreuzen bildende Gestaltung des Fachwerks war auf der zum Dom hin gewandten Ostseite ungefähr mit dem kurz zuvor am Römerberg entstandenen Schwarzen Stern vergleichbar. Im Gegensatz zur Goldenen Waage wurde dieser nach seiner Kriegszerstörung Anfang der Achtzigerjahre wiederaufgebaut. Auf allen Seiten verfügten die Fachwerkobergeschosse zudem über fast durchgehende Reihen schmal gehaltener Fenster. Im ersten Stock waren es auf der Ostseite dieser elf, im Norden sechs, im zweiten Stock im Osten zwölf und im Norden vier. Die Verglasung stammte aus der Zeit um 1750.

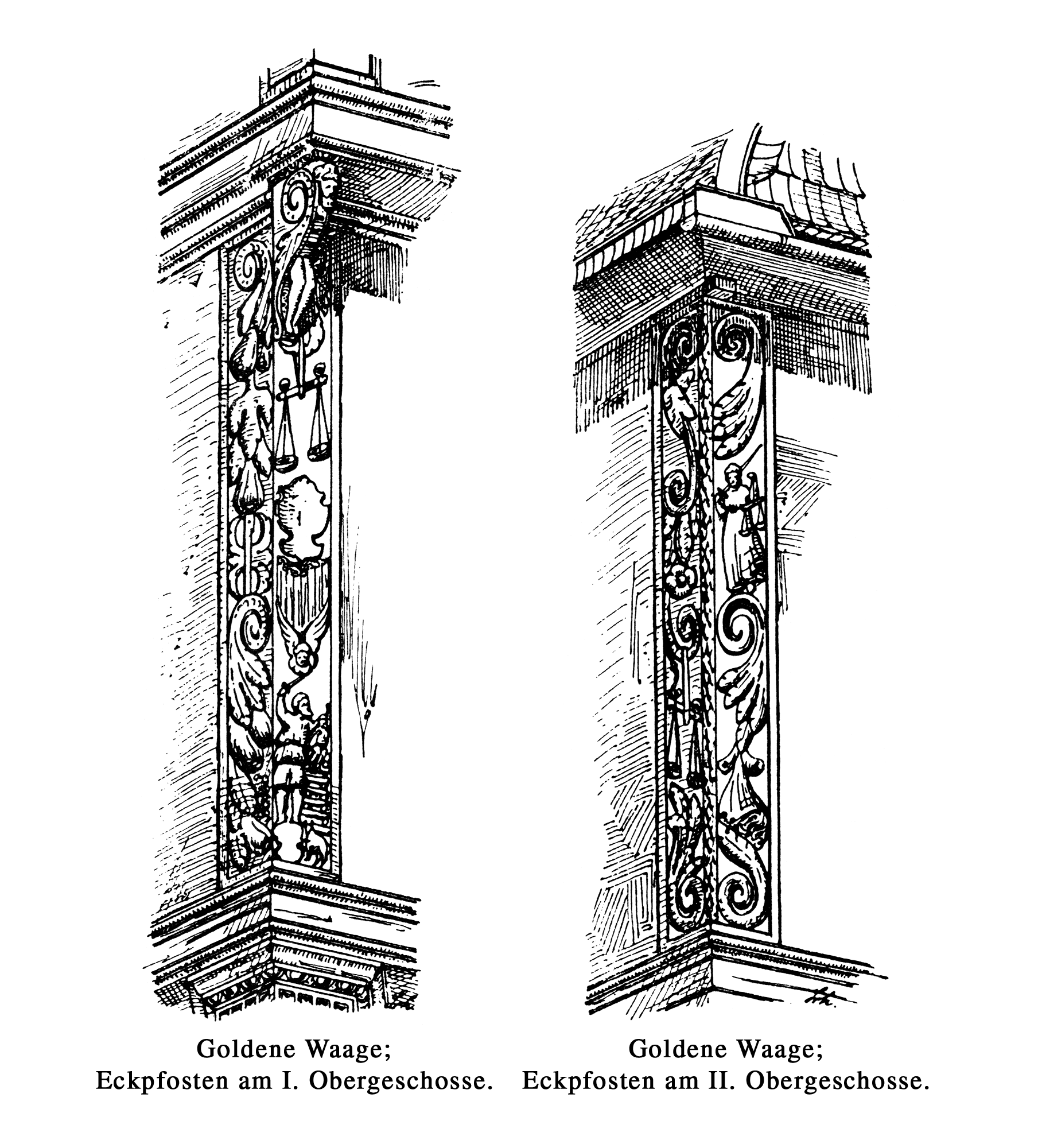
Schnitzereien des Eckpfostens

Der auch für den Fachwerkteil statisch wichtige Eckpfeiler war durchgängig mit prächtigen Schnitzereien (siehe Bild) verziert: von unten nach oben konnte man Erzvater Abraham mit einem Hammel zur Seite sowie eine goldene Waage erblicken. Am Fuße des Balkens streckte sich zudem ein in Metall getriebener Arm, der eine goldene Waagschale hielt, aus dem Gebäude. Hiervon dürfte wohl der Name des Hauses abgeleitet sein. Der Arm befand sich bis 1899 oberhalb der Eingangstür und entstammte noch einer Zeit, als Häuser mangels Hausnummern derart klare bildliche Identifikationsmerkmale benötigten. Der nach der Renovierung angebrachte Arm mit Waagschale war eine detailgetreue Replik, das knapp 400 Jahre Wind und Wetter ausgesetzte Original fand einen Platz im Stadtgeschichtlichen Museum im Inneren des Hauses.

Detailansicht der Waagschale zur Mitte der 1930er-Jahre

Der zum Markt gewandte, nordwestliche Eckpfeiler der Obergeschosse war ebenso aufwändig geschnitzt wie sein zum Domplatz gewandtes Pendant; dies ging jedoch im Schatten der Überhänge des Nachbarhauses Weisser Bock (Hausanschrift: Markt 7) größtenteils unter.
Schließlich befand sich auf dem für Häuser dieses Typs klassisch steil zulaufenden, mit Schiefer gedeckten Satteldach ein Zwerchhaus. Die Giebelseite zum Markt war in den typischen, etwa auch beim Salzhaus verwandten Renaissanceformen geschwungen.
Die Namen der für den Bau verantwortlich zeichnenden Zimmermeister sind überliefert: Friedrich Stammeler und Barthel Hilprecht, die, auch wenn dies nie völlig geklärt werden konnte, möglicherweise auch die Baupläne vorbereiteten. Der Dachdecker hieß Niclaus Gebhard.

### Inneres

#### Erdgeschoss und Keller

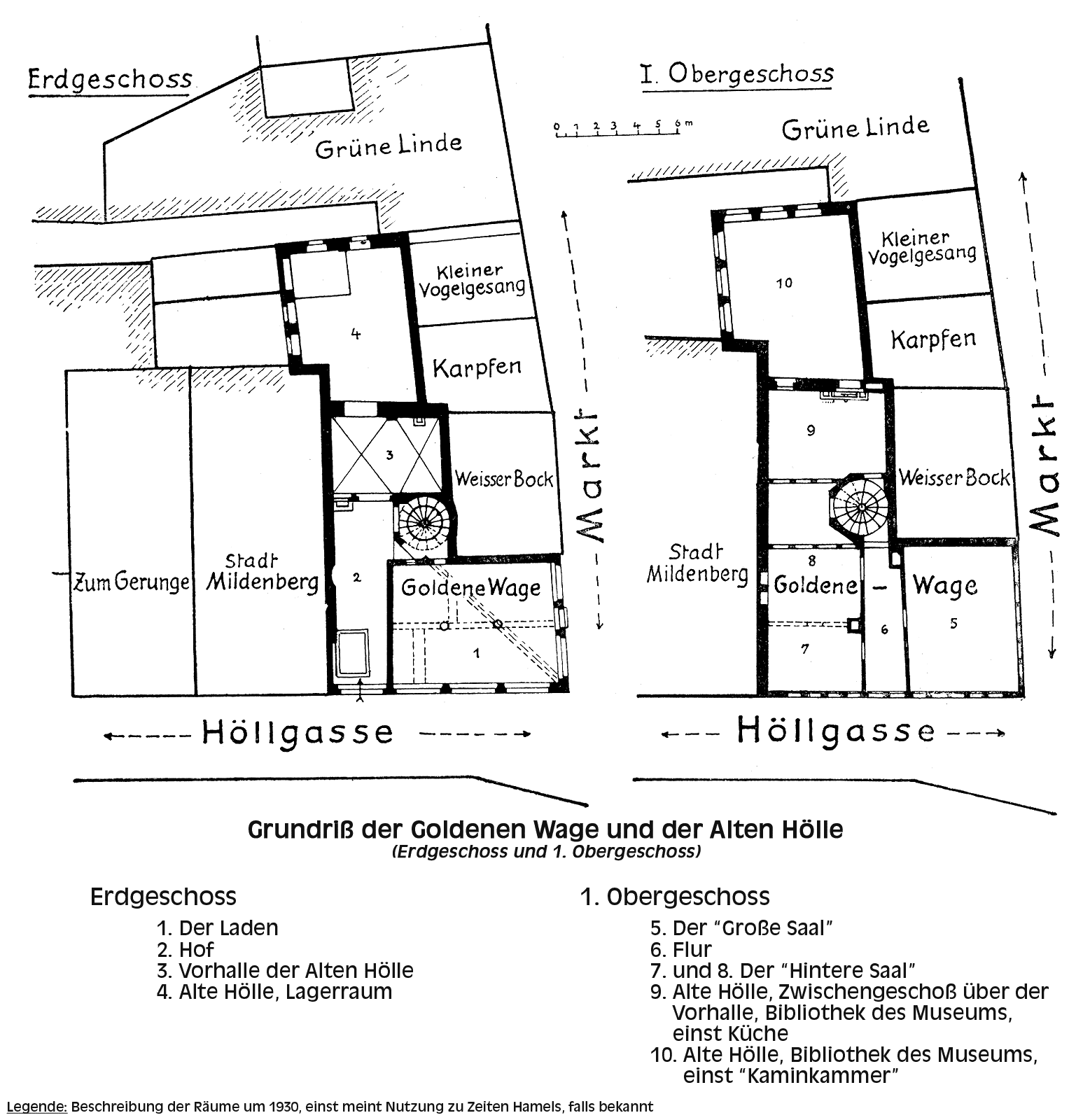
Grundriss EG und 1. OG

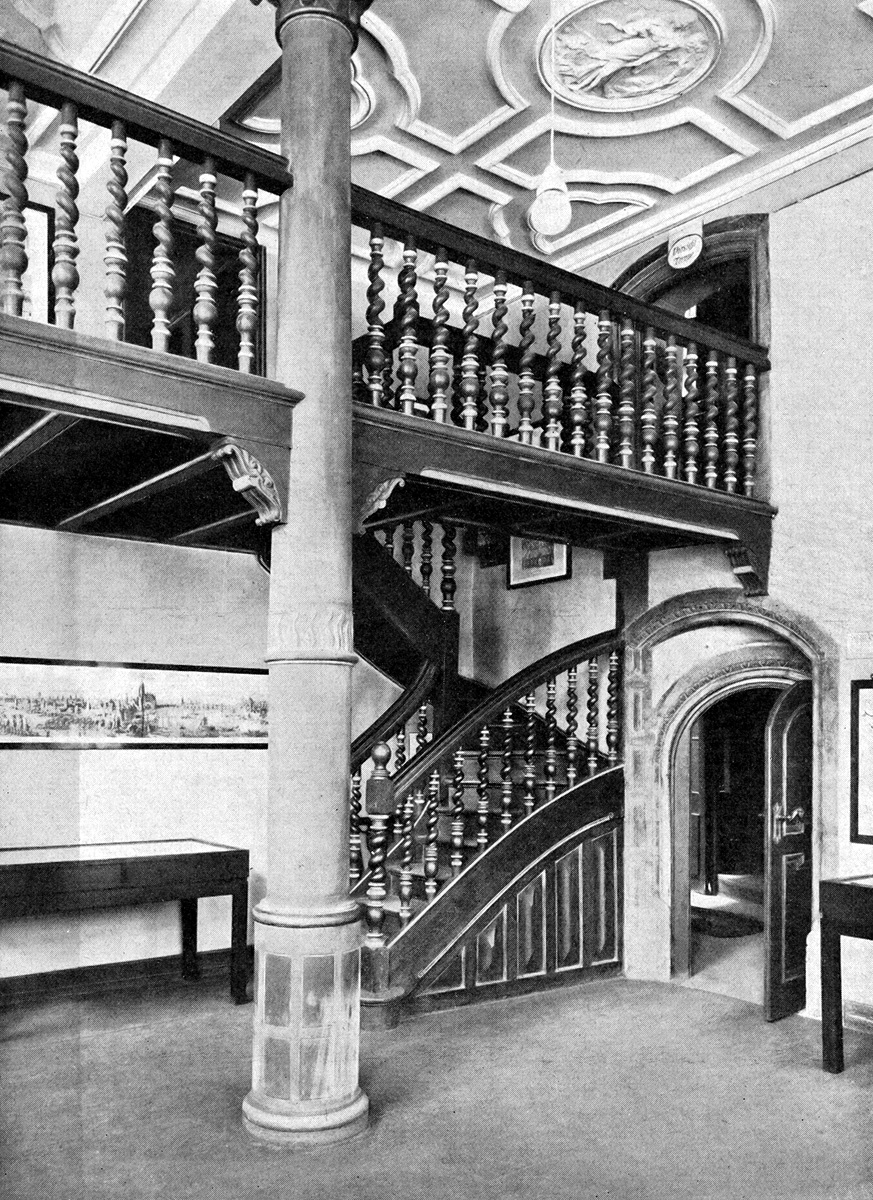
Laden und Bobbelage im Erdgeschoss

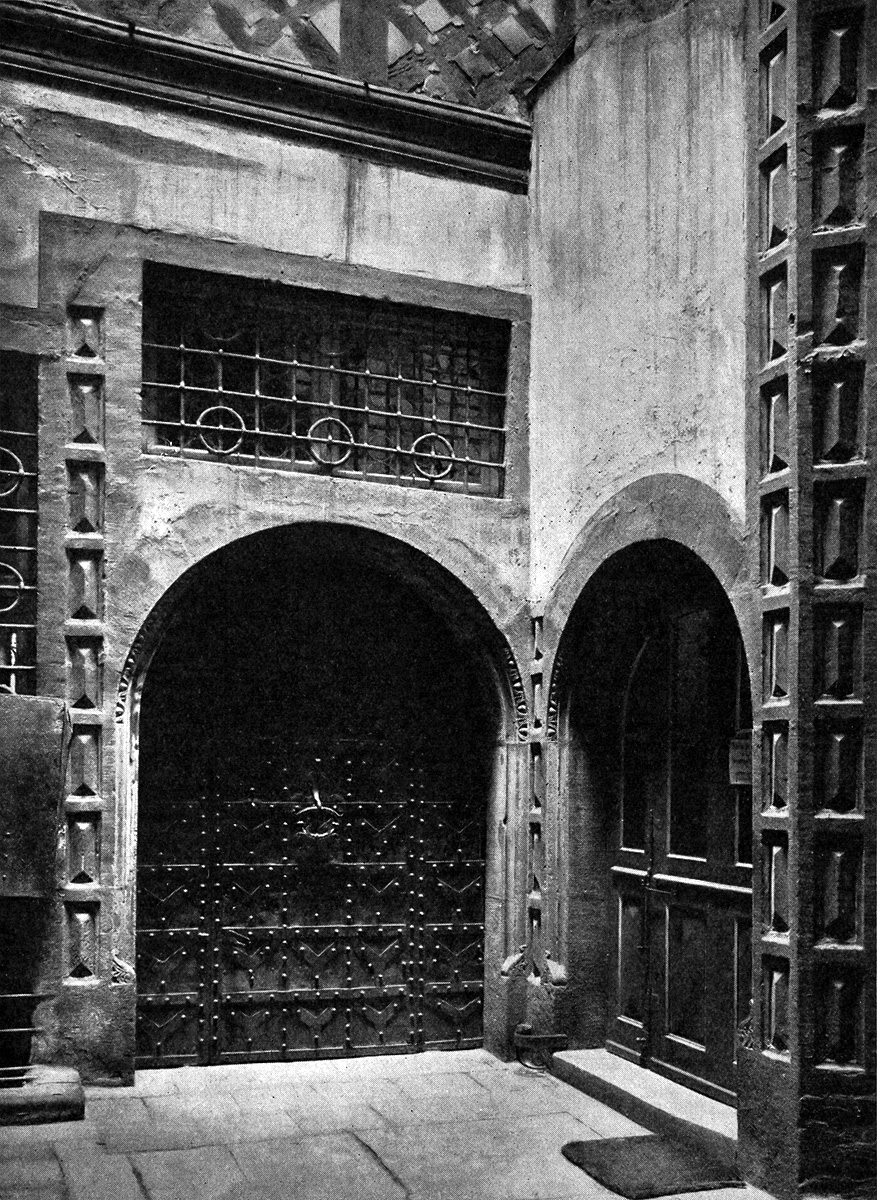
Hof im Erdgeschoss

Zwei Eingänge führten ins Innere des Gebäudes: der eine war eine in der von der Höllgasse aus gesehen ganz linken bzw. südlichsten Arkade eingearbeitete Tür; die zweite Tür befand sich am Markt mittig in der Nordseite des Gebäudes. Wer durch erstere Tür das Gebäude betrat, gelangte in einen kleinen rechtwinkligen Hof, der im hinteren Teil zum Himmel offen war. Direkt hinter der Eingangstür befand sich eine Falltür zum Keller. Des Weiteren erblickte man an der geradeaus in Blickrichtung liegenden Westwand eine Pumpe, die jedoch schon zu den Zeiten, als das Haus in Stadtbesitz überging, nicht mehr funktionierte. Zur Wasserversorgung befand sich zudem ein Brunnen im Keller des Hauses. Aus dem Hof führten zwei weitere Türen: an der Nordwand eine schwere Holztür, an der Westwand eine noch mächtigere genietete schmiedeeiserne Tür mit Türklopfer, die wohl noch aus den Zeiten Hamels stammte und direkt in die Vorhalle des Hinterhauses Alte Hölle führte (s. Bild).
Ein vergittertes Fenster oberhalb der in die Vorhalle führenden Tür ließ nur wenig natürliches Licht in die Vorhalle fallen. An der Südwand konnte man noch Umrisse einer zugemauerten Tür in das Nachbarhaus Stadt Miltenberg (Hausanschrift: Höllgasse 11) erkennen, das einst wie die gesamte Westzeile der Höllgasse in Hamels Besitz gewesen ist. Ein weiterer rundbogiger Durchgang führte von hier in den Lagerraum der Alten Hölle.
Die Decke des Raumes war mit Malereien verziert, die noch aus der zweiten Hälfte des 16. Jahrhunderts stammten. Insgesamt war dieser Gebäudeteil älter als die Goldene Waage: ein zugemauerter Türbogen führte im Schlussstein noch die Jahreszahl 1577, während die Goldene Waage erst 1619 fertiggestellt wurde. Über eine eiserne Tür war der Raum auch mit den Hinterhöfen des Markt verbunden. Hamel lagerte in ihm noch seine Waren, spätere Besitzer benutzten ihn unter anderem als Pferdestall, wie nachträglich eingebaute Krippen belegten. Das Museum schließlich stellte hier verschiedene altertümliche Fahrzeuge aus. Der Raum war ein sogenannter Kellerhals, als von ihm einst eine Treppe in den Keller der Alten Hölle führte. Als dieser mit der Goldenen Waage zusammengelegt wurde und man einen Teil der Kellerräume an die am Markt westlich davon gelegene Grüne Linde abtrat, wurde diese Treppe obsolet.
Die über die Jahrhunderte oft vermauerten Türen, verschobenen Keller und ungeklärten Besitzerverhältnisse hatten zu reichlich Sagenbildung geführt: im Volksmund hieß es oft, es spuke in der Goldenen Waage.
Die Vorhalle diente der Alten Hölle ursprünglich als Treppenhaus, was den sehr alten Charakter des Baus offenbarte: die Vorhalle war einst zum Hof offen, und vor den oberen Räumen lagen laubenartige Vorplätze mit hölzernen Brüstungen. Diese Bauweise war bei Fachwerkhäusern in der Frankfurter Altstadt selbst im frühen 20. Jahrhundert noch oft zu finden. Hamel ließ im Rahmen des Baus der Goldenen Waage jedoch Decken in die Vorhalle einziehen und schaffte so oberhalb der Vorhalle weitere Zimmer. Da diese, wie im Querschnitt des Hauses ersichtlich, eine weit geringere Raumhöhe als die ursprünglichen Räume der Alten Hölle hatten, und auch diese nicht in derselben Höhe wie die Räume der Goldenen Waage lagen, zog man zwischen beiden Gebäuden einen Turm mit Wendeltreppe ein. Im Erdgeschoss war das Treppenhaus über die Holztür in der Nordwand des sich zur Höllgasse öffnenden Hofs zugänglich.
Über das Treppenhaus gelangte man zunächst in den auf gleicher Höhe gelegenen Laden der Goldenen Waage. Das Stadtgeschichtliche Museum nutzte ihn neben touristischen Verkaufszwecken gelegentlich zu Sonderausstellungen. Er war auch über eine sich zum Markt öffnende Tür an der Nordwand des Hauses zugänglich. Auch Hamel hatte der Raum als Laden für sein Geschäft gedient. An der Südseite gelangte man über eine prächtig gearbeitete Treppe zum Bobbelage genannten, niedrigen Zwischengeschoss (siehe Bild). Dessen Brüstung war im gleichen Stil wie das Treppengeländer gestaltet und wurde von einer massiven, sich über die gesamte Raumhöhe erstreckende Säule aus rotem Sandstein mit ionischem Kapitell unterbrochen. Die sich nur wenig darüber erstreckende Decke war als schön gestaltete, bemalte Kassettendecke ausgeführt. Sie zeigte in zwei von Stuckleisten eingerahmten Feldern jeweils ein Medaillon, das östliche mit einer weiblichen Figur, einer Waage und einem Schwert, das westliche eine weitere weibliche Figur, ein Schlangenpaar in den Händen haltend.
An der Westwand schloss diese wieder an das Treppenhaus an. Von hier gelangte man mit nur wenigen Schritten in den Ersten Stock. Auf dem Weg dorthin kam man im Westen am Eingang zum ersten Zwischengeschoss über der Vorhalle der Alten Hölle vorbei. Dieses diente laut Inventar von 1635 einst als Küche und nun mit dem dahinterliegenden Raum dem Museum als Bibliothek.

#### Erster Stock

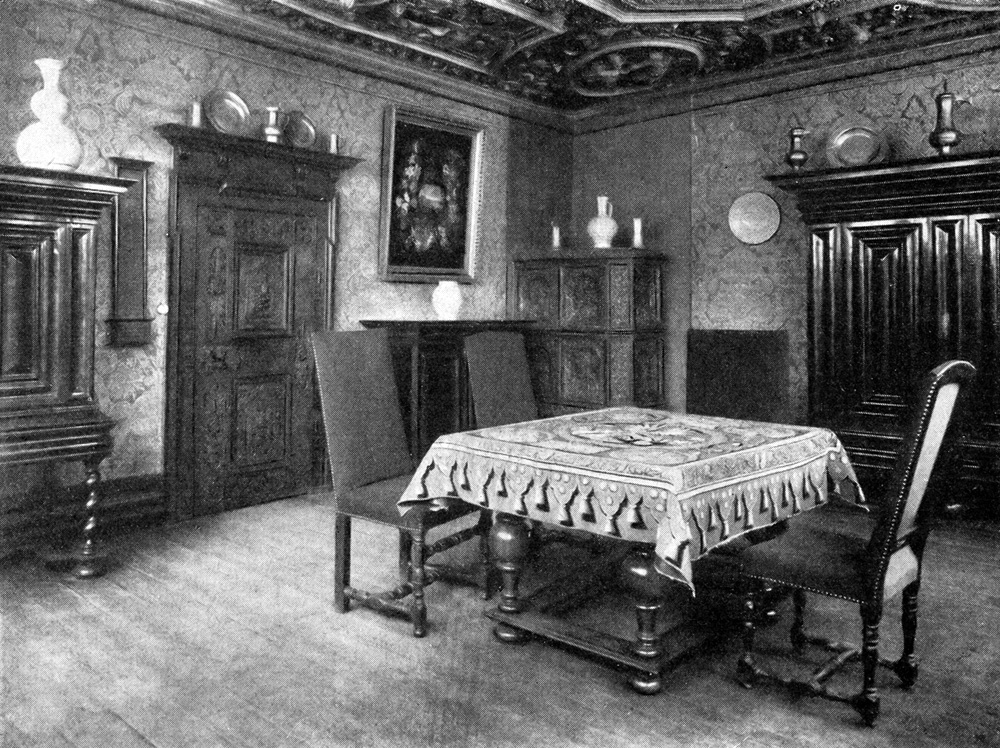
Großer Saal im 1. Stock

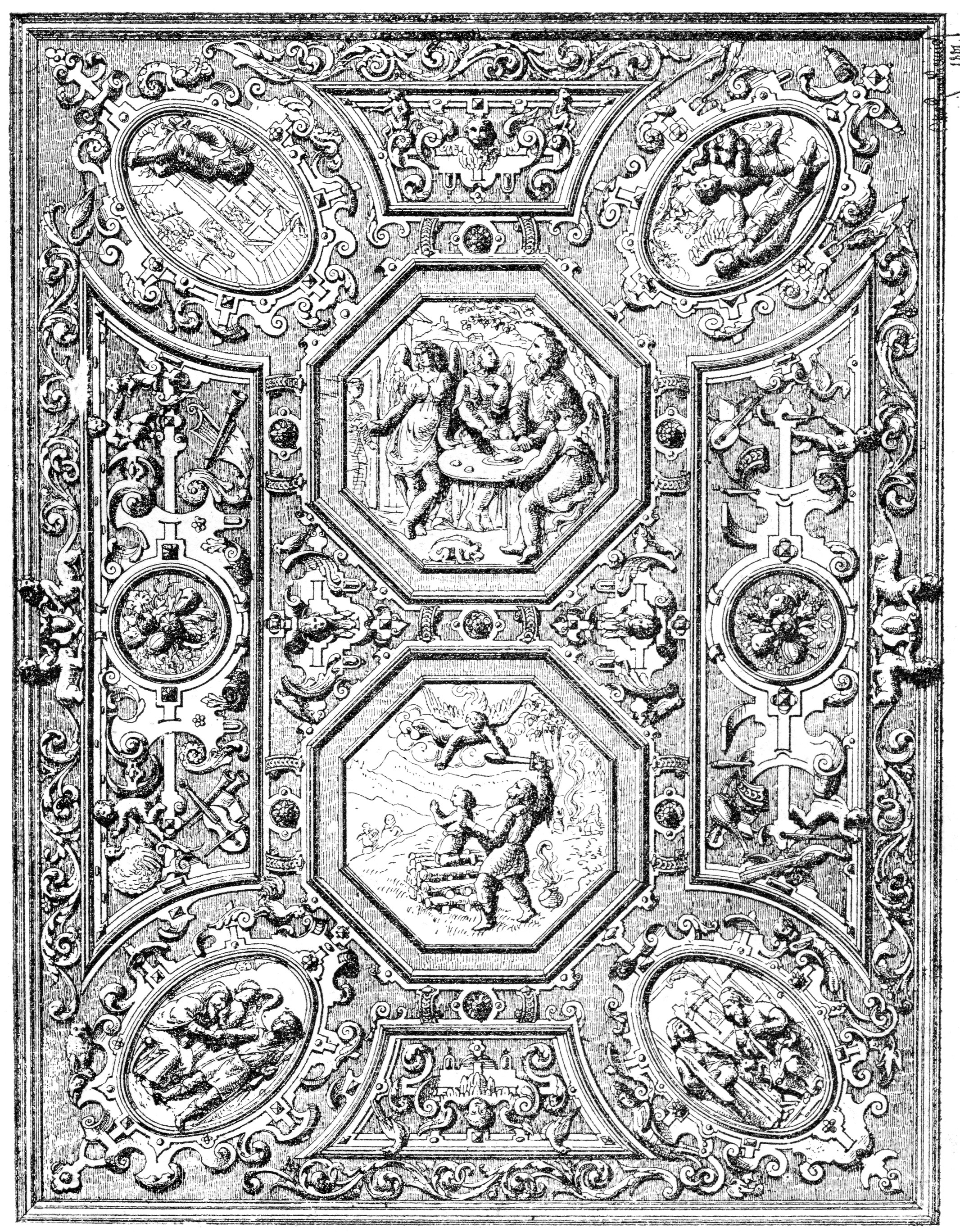
Stuckdecke des Großen Saals

Hier trat man zunächst in einen in West-Ost-Richtung verlaufenden Flur. Durch eine vom Betrachter aus links bzw. nördlich gelegene Tür gelangte man in den, die gesamte nördliche Hälfte dieses Stockwerks ausfüllenden, Großen Saal (siehe Bild). Diese war, von dem durch sechs in der zum Markt gelegenen Nordwand befindlichen Fenster hereinflutenden Licht, immer hell erleuchtet. Neben zahllosen Kostbarkeiten bürgerlicher Haushalte, die das Stadtgeschichtliche Museum hier zur Darstellung gehobener bürgerlicher Verhältnisse der Zeit um 1700 aus verschiedenen Sammlungen zusammengetragen hatte, besaß der Raum aber vor allem zwei außerordentliche Kostbarkeiten, die noch aus der Zeit Hamels und auch von ihm selbst stammten:
Zum einen war die gesamte Decke von mehrfarbigem Stuck überzogen; die gesamte stuckierte Fläche bemaß 7,20 auf 5,40 Meter. In der Mitte dieses Rechtecks befanden sich zwei dominierende Achtecke, die mit dem Besuch der Engel bei Abraham und der Opferung Isaaks Themen aus dem Alten Testament zeigten. In den vier Ecken des vorgenannten Rechtecks konnte man jeweils in Ellipsen Darstellungen zur Geschichte Tobiae erblicken. Der zwischen diesen geometrischen Figuren freie Raum war reich mit Roll- und Bandelwerk, Früchten, Putten, Vögeln und Musikinstrumenten geschmückt. Die Decke war in ihrer gesamten Anlage eine handwerkliche Meisterleistung, da der Stuckateur hier trotz der Geräumigkeit des Raumes unter vergleichsweise beengten Verhältnissen arbeiten musste und somit auch keine Möglichkeit zur Kontrolle seines Werkes aus größerem Betrachtungsabstand hatte.
Die andere Kostbarkeit war ein grünglasierter Kachelofen in der Südwestecke des Raumes, der nach einer die Kachel eingearbeiteten Zahl noch aus dem Jahre 1621 stammte. Auch er zeigte in seinen Kacheln biblische Szenen, wie die Auffindung des Moseskindes, Susanna im Bade und zweimal, wohl nach derselben Hohlform gebrannt, Samson mit den Torflügeln der Stadt Gaza.
Wieder im Flur gelangte man in der Südseite durch zwei Türen in den Hinteren Saal, der zu Hamels Zeiten wohl seinen Töchtern als Schlafgemach diente, aber um 1700 durch Einziehen einer Trennwand in zwei Räume geteilt worden war.
Die Wendeltreppe des Treppenhauses führte zum zweiten Stock, wieder vorbei an einem westlich zugänglichen Zwischengeschoss über der einstigen Vorhalle der Alten Hölle, das einst als Zuckerkammer verwendet wurde und zuletzt als Labor für die Fotoentwicklung des Museums eingerichtet war.

#### Zweiter Stock

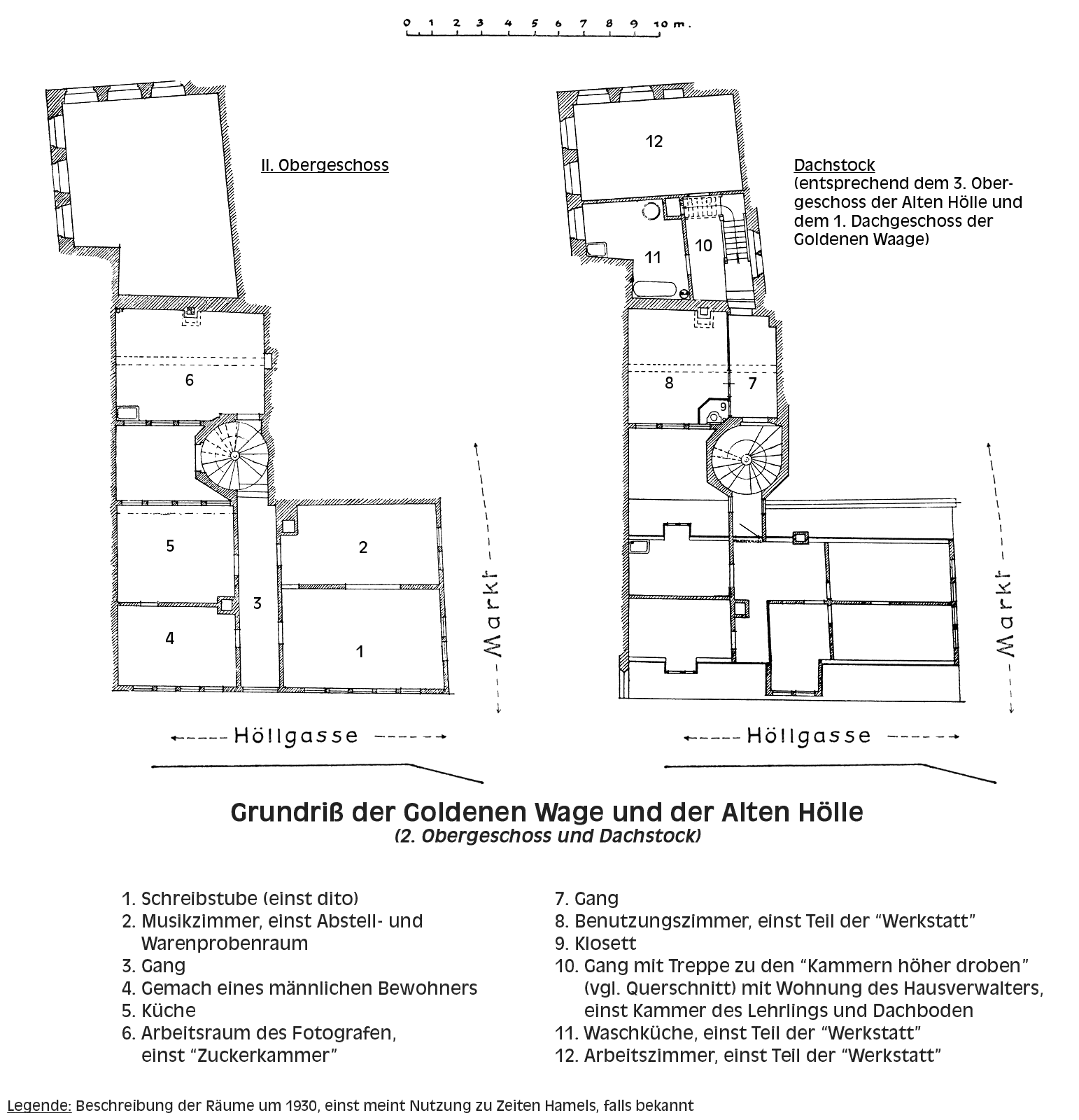
Grundriss 2. OG und Dachstock

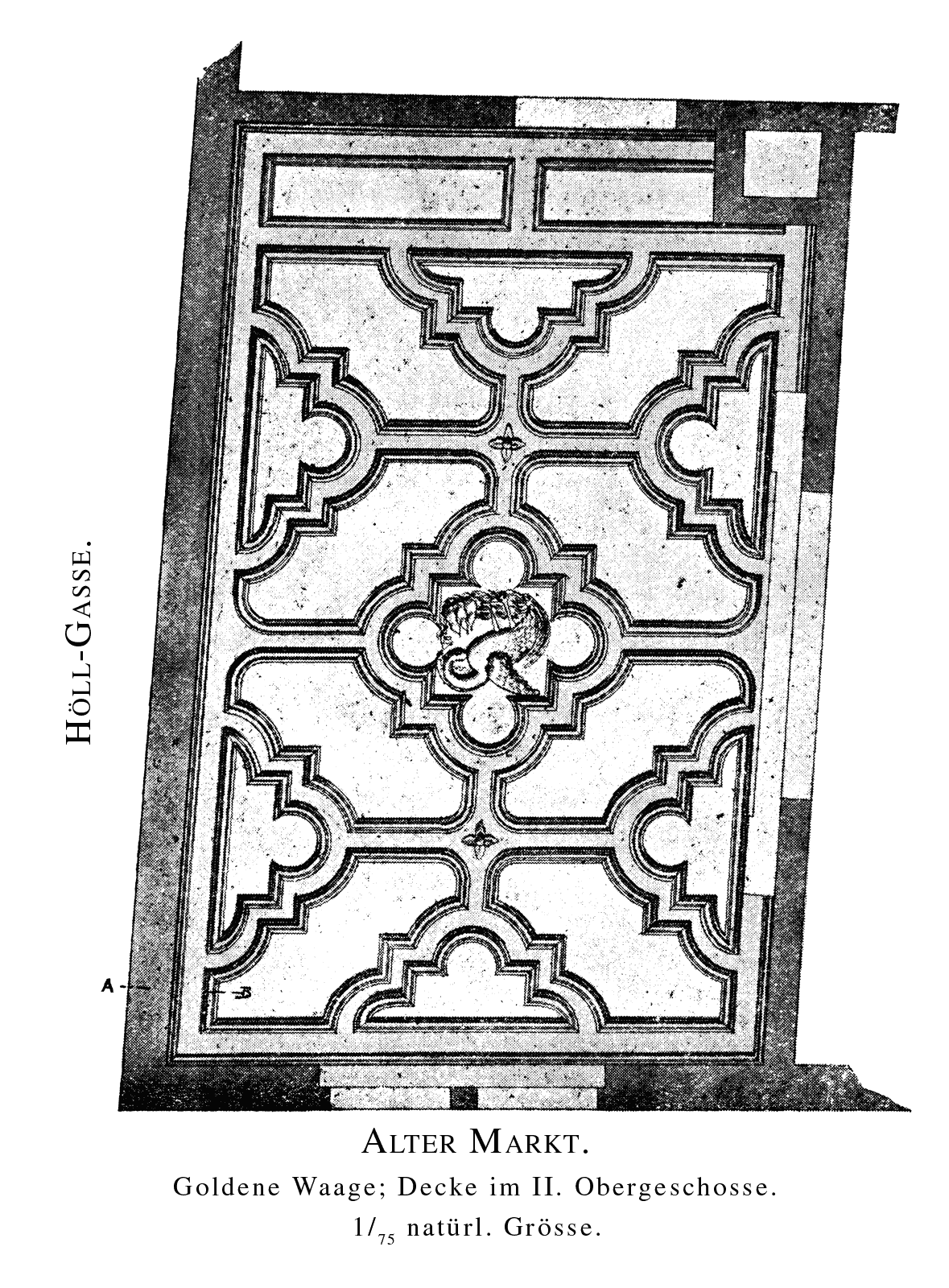
Stuckdecke im nordöstlichen Raum des 2. Stocks

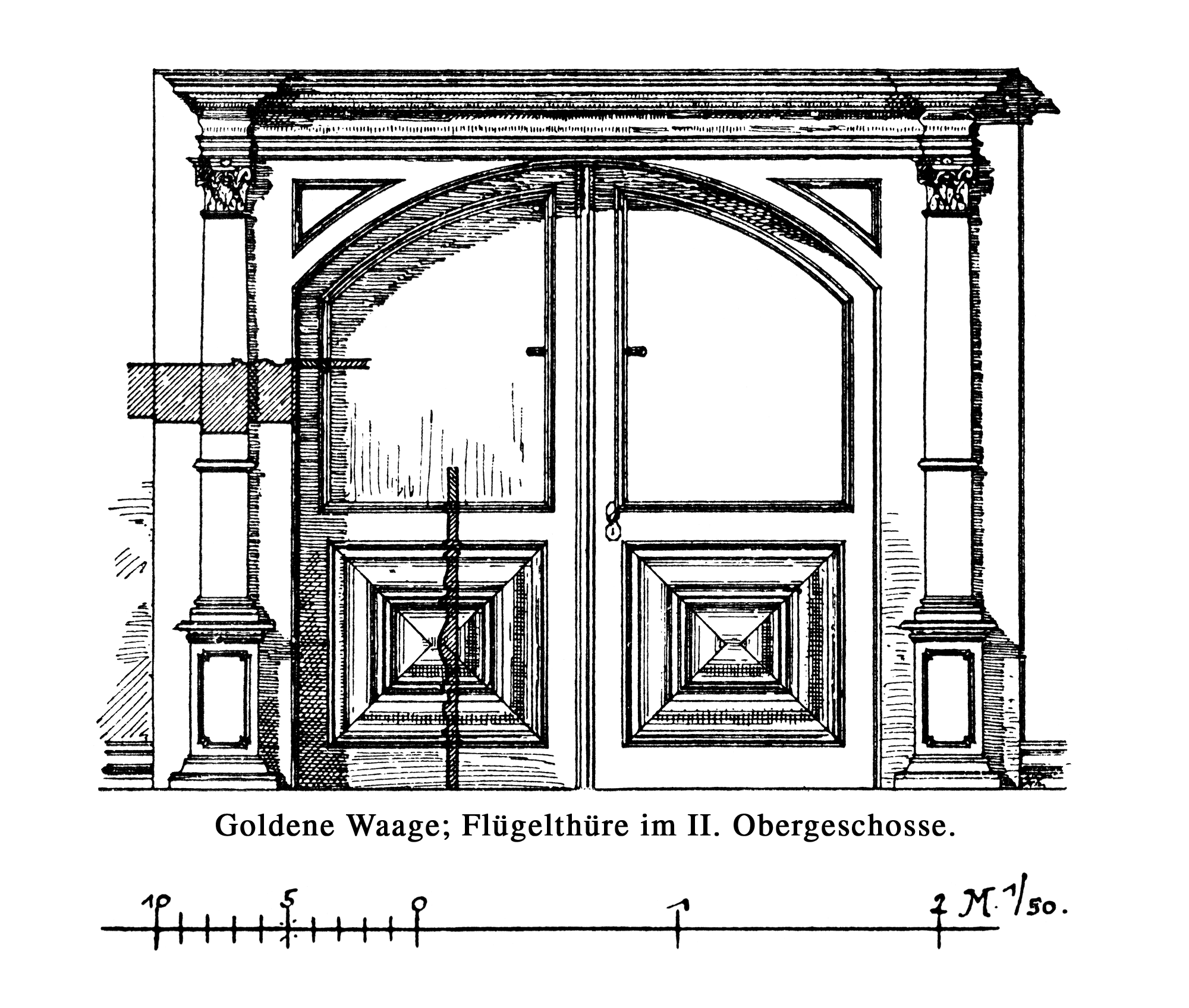
Flügeltür im 2. Stock

Der zweite Stock war in seinem Aufbau im Grunde mit dem darunterliegenden Stockwerk identisch; allerdings waren die Räume nördlich und südlich des Flures schon seit den Zeiten Hamels durch Zwischenwände getrennt, sodass hier vier Türen in vier Räume führten.
Offensichtlich in der Zeit, als das Haus im Besitz der Familie Barckhausen war, also Ende des 17. Jahrhunderts, war hier zusätzliche Ausstattung hinzugekommen. Dabei war im nordöstlichen Zimmer eine, wenn auch vergleichsweise einfach gehaltene, Stuckdecke aufgebracht worden. Sie hatte eine Feldereinteilung und zeigte in der Mitte einen Jungen fütternden Pelikan – ein Hinweis auf eine Nutzung des Raums als Kinderzimmer. Zugleich war der Pelikan auch die Helmzier des Wappens der Familie Barckhausen. Zusätzlich hatte man eine große Flügeltür (siehe Bild) zum nordwestlichen Raum eingebaut, die von detailliert gearbeiteten, korinthischen Pfeilern flankiert wurde.
Die übrigen Räume des Stockwerks waren in ihrer Ausstattung weit schlichter gehalten als die vorigen Geschosse und zeigten kaum aus den früheren Zeiten des Hauses stammenden räumlichen Schmuck. Sie dienten im Laufe der Jahrhunderte den verschiedenen Besitzern als Schlafgemach oder Arbeitsraum. Das Museum hatte sie unter Verwendung großer Mengen von Originalausstattung unter Annahme ihrer ehemaligen Nutzung als Schreibstube, Musikzimmer, Küche und Gemach eines männlichen Bewohners eingerichtet.
Zurück im Treppenhaus konnte man auf dem Weg zum Dach auf der westlichen Seite das dritte Zwischengeschoss über der Vorhalle der Alten Hölle erblicken. Jedoch war hier im Gegensatz zu den vorausgegangenen Zwischengeschossen die Westwand durchbrochen und führte über eine Treppe in das etwas tiefer gelegene zweite Geschoss über dem Lagerraum der Alten Hölle. In diesem Bereich des Hauses, im Inventar von 1635 als Werkstatt bezeichnet, hatte Hamel einst Kessel, Pfannen und Öfen für sein ursprüngliches Gewerbe aufgebaut. Über eine Treppenanlage gelangte man von hier in den Dachboden der Alten Hölle. Dieser wurde im Inventar auch als Kammern höher droben benannt. Neben Hinweisen aus dem Inventar, dass hier eine spärliche Schlafstätte für Lehrlinge Hamels aufgebaut war, wurden dort vor allem die Zutaten für die darunter liegende Werkstatt gelagert. Die Räume dienten nun ebenso wie die beiden Dachobergeschosse der Goldenen Waage größtenteils der Museumsverwaltung. Im ausgebauten Dachboden der Alten Hölle befand sich die Wohnung des Hausverwalters.
Der Treppe weiter folgend wandelten sich die steinernen Stufen nun zu hölzernen, und in den Wänden offenbarte sich der Fachwerkcharakter des Treppenturms. Auf der Südseite konnte man noch eine hölzerne Luke mit Aufzugskonstruktion erkennen, die die Beförderung von im Hof angelieferten Warenvorräten zum Dachboden ermöglichte.

### Das Belvederchen

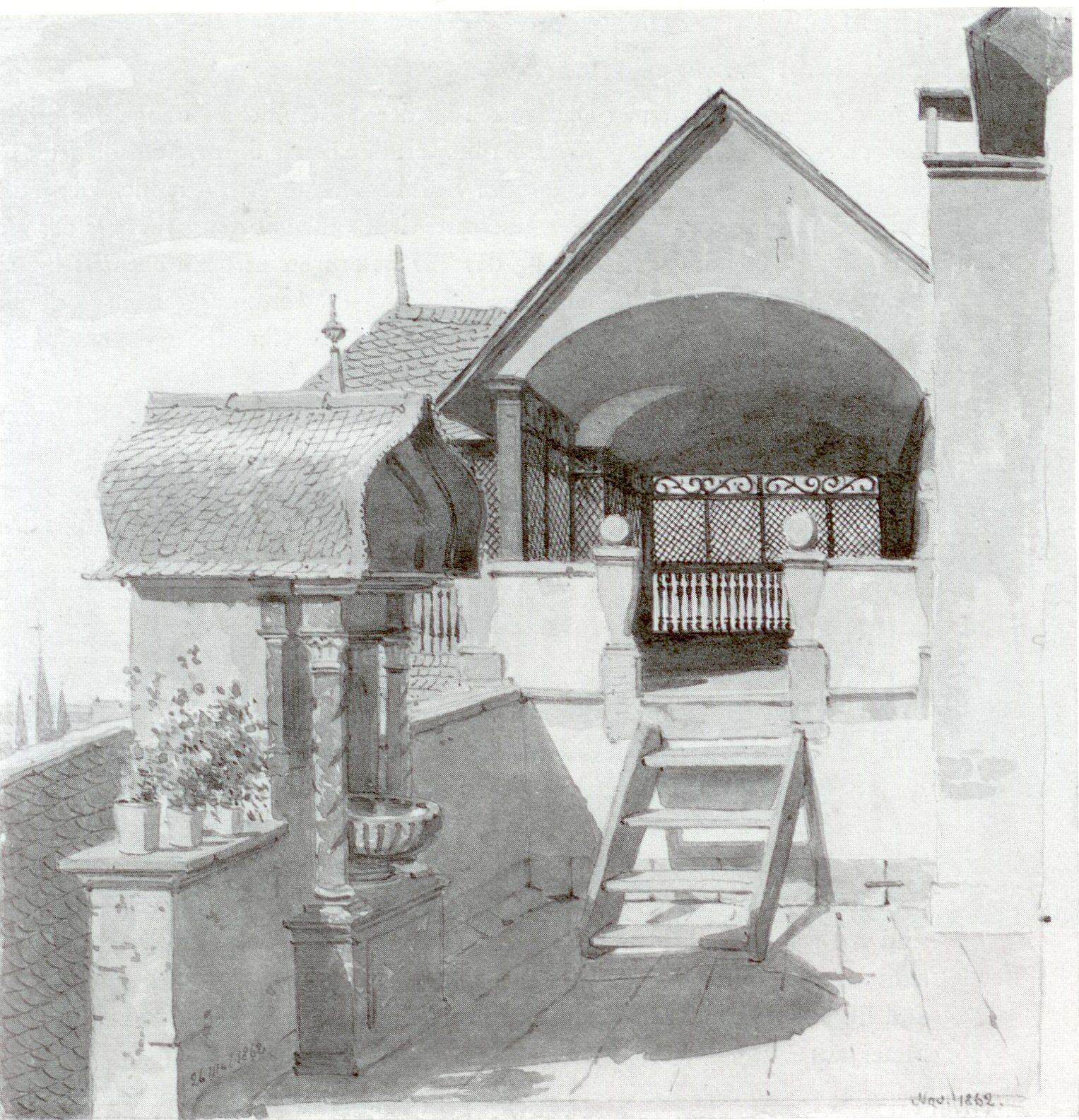
Aquarell des Belvederchens, 1862

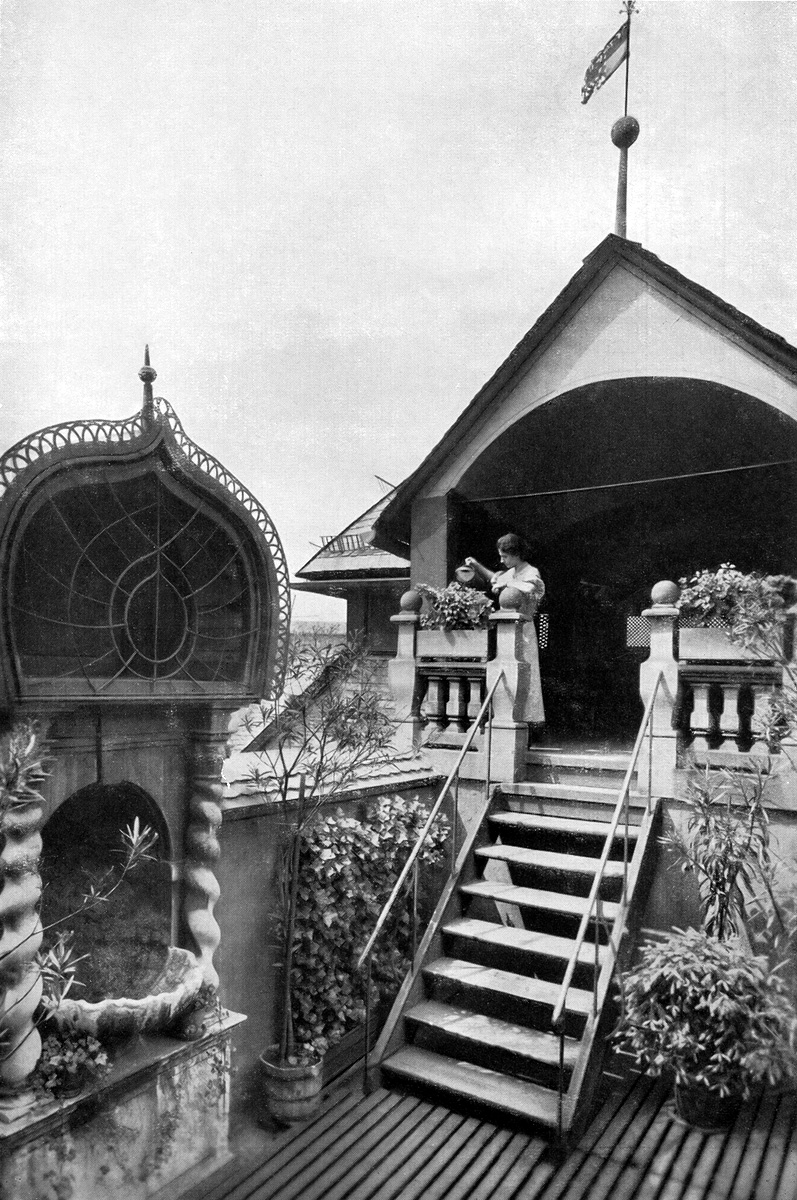
Belvederchen um 1900

Gekrönt wurde das Gebäude wortwörtlich vom spitz auslaufenden, geschieferten Ende des Treppenturms, der westlich auslaufend zu einem offenen Dachgarten, dem sogenannten „Belvederchen“ (siehe Bilder) führte.
Solche Dachgärten waren in der Altstadt recht beliebt, da sie neben der schönen Aussicht vor allem frische Luft boten, die in den verschmutzten Gassen der Altstadt eine Seltenheit war. Unter dem katholischen Fürstprimas Carl Theodor von Dalberg, der unter anderem auch die Überhänge bei Neubauten untersagte, kamen sie jedoch allmählich in Verfall. So konnte man ähnliche Dachausbauten im frühen 20. Jahrhundert nur noch auf dem Haus zum Schildknecht am Hühnermarkt 18, dem Haus zum Holderbaum und Hirschberg in der Saalgasse 30 sowie dem auch als Gewürzhaus bekannten Haus zum weißen Hahn am Krautmarkt 5 finden. Das Belvederchen der Goldenen Waage war zweifellos der größte und prächtigste unter ihnen.
Das Belvederchen lag auf der im rechten Winkel zur Goldenen Waage errichteten, hinter den Nachbarhäusern am Markt verlaufenden Alten Hölle und bestand aus einem bleigedeckten Dachgarten mit den Abmessungen 6,40 auf 4,80 Meter. An der Südseite stand ein Zierbrunnen mit einer überdachten muschelförmigen Marmorschale zwischen zwei gewundenen korinthischen Säulen, wobei die Überdachung selbst innen noch mit bunten Steinen verziert war. Der Brunnen wurde aus einer Zisterne auf dem Dach gespeist. Einige Stufen oberhalb des Dachgartens lag eine hölzerne Laube mit einer Grundfläche von 8,20 auf 2,70 Meter. Anstelle der Fenster besaß die Laube Holzgitter, die als Windschutz dienten und wie Fenster geöffnet werden konnten. Selbst im Hochsommer blieb es so in der Laube angenehm kühl. Der Ausblick vom Belvederchen zum Domturm über die Dächer der mittelalterlichen Altstadt und auf den Domturm wurde häufig gemalt oder fotografiert, u. a. von Carl Theodor Reiffenstein.

Da eine Beschreibung dieser Aussicht heute nicht mehr erfolgen kann, sei hier eine Beschreibung aus dem in den 1930er Jahren erschienenen Führer durch die Goldene Waage wörtlich zitiert: 

„Im Osten, in erdrückender Nähe, streben die rotglühenden Sandsteinquadern des Domturms himmelhoch empor. Nach Süden schweift das Auge über den Main zum Hause des Deutschen Ordens am jenseitigen Ende der Alten Brücke, über Sachsenhausen zu dem mit Gärten und Landhäusern bedeckten Mühlberg. Dahinter ahnt man die unendlichen Wälder des alten Reichsforstes ‚Dreieich‘. Im Westen winkt in beinah greifbarer Nähe der Römer, das mittelalterliche Rathaus der Stadt mit dem Kaisersaal. Es grüßen die Türme von St. Nikolai und St. Leonhard herüber; wuchtig und schwer ragt aus dem Schieferdächergewirr die Paulskirche, im Jahre 1848 Tagungsort der deutschen Nationalversammlung. Nach Norden endlich dehnt sich Groß-Frankfurt, weit gelagert und langsam ansteigend. Gedämpft zittert das Atmen der rastlos arbeitenden Stadt herauf und läßt die anmutige Ruhe und beschauliche Abgeschlossenheit des Dachgartens erst recht empfinden. Jeder Besucher fühlt das anders, und es ist schon ratsam, hinaufzusteigen und selbst zu sehen.“